# 中華民國軍服

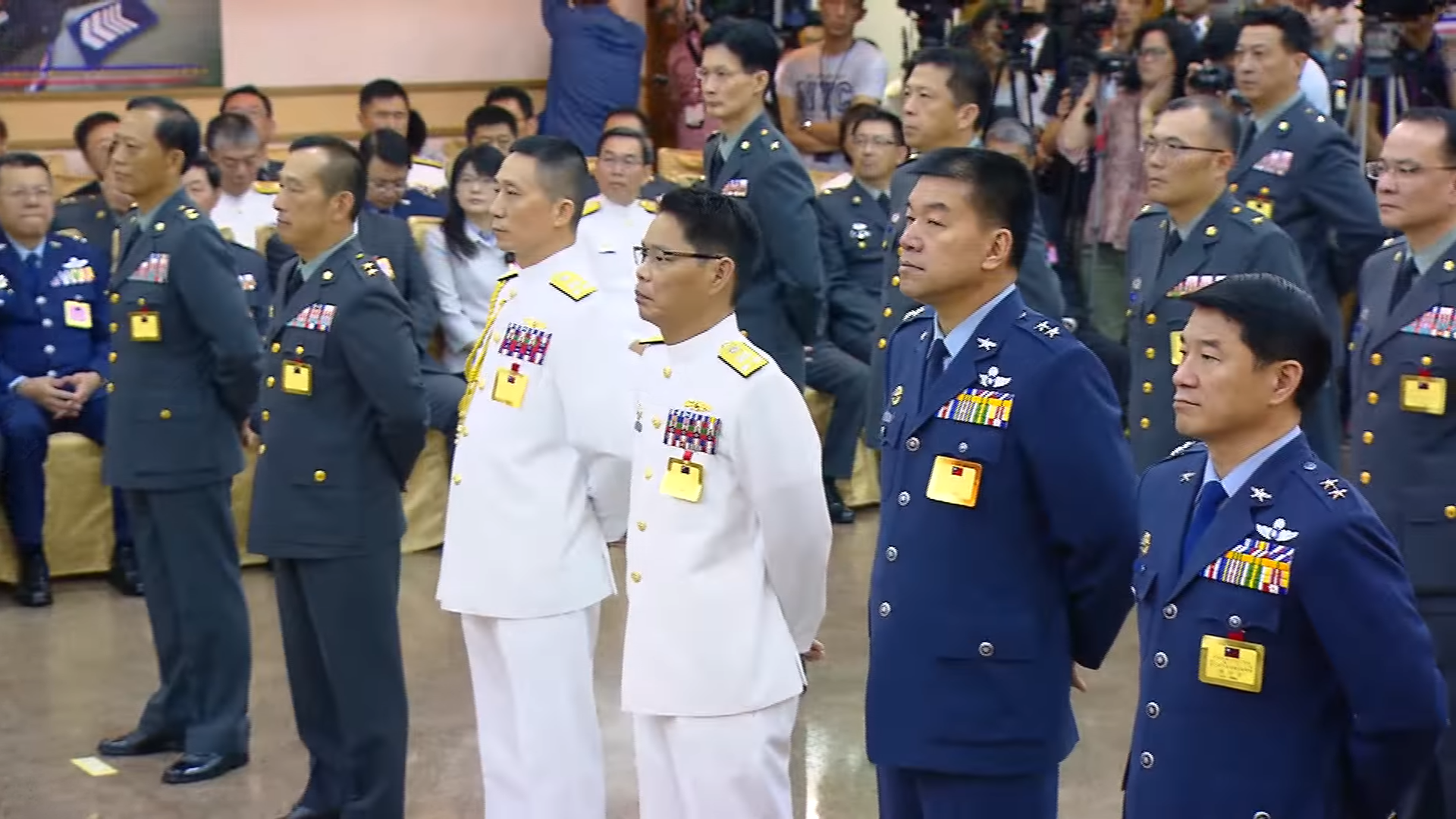
現今中華民國三軍部隊軍服（由左至右依序為中華民國陸軍、中華民國海軍、中華民國空軍）

中華民國軍服是中華民國建國以後，中華民國所屬軍隊所使用的軍服。由於中國境內派系、政權眾多，以致於同時間存在各種不同的軍服。1925年成立的國民革命軍及行憲後的中華民國國軍，其服制演變相當複雜，許多次關鍵改革並未有法律條文，其因礙於立法機構影響所致，所多關鍵性的服制改革僅透過行政命令修改，隨後才整合歸納並修訂新的服制條例。

## 軍閥時代
辛亥革命之後，各地的民國軍閥穿著各自獨自的軍服。根據地域而有差距，不過受日本陸軍軍服影響比較強烈。特別是在軍帽的形狀、西服質料顏色等之表現上。

北洋政府軍隊帽徽
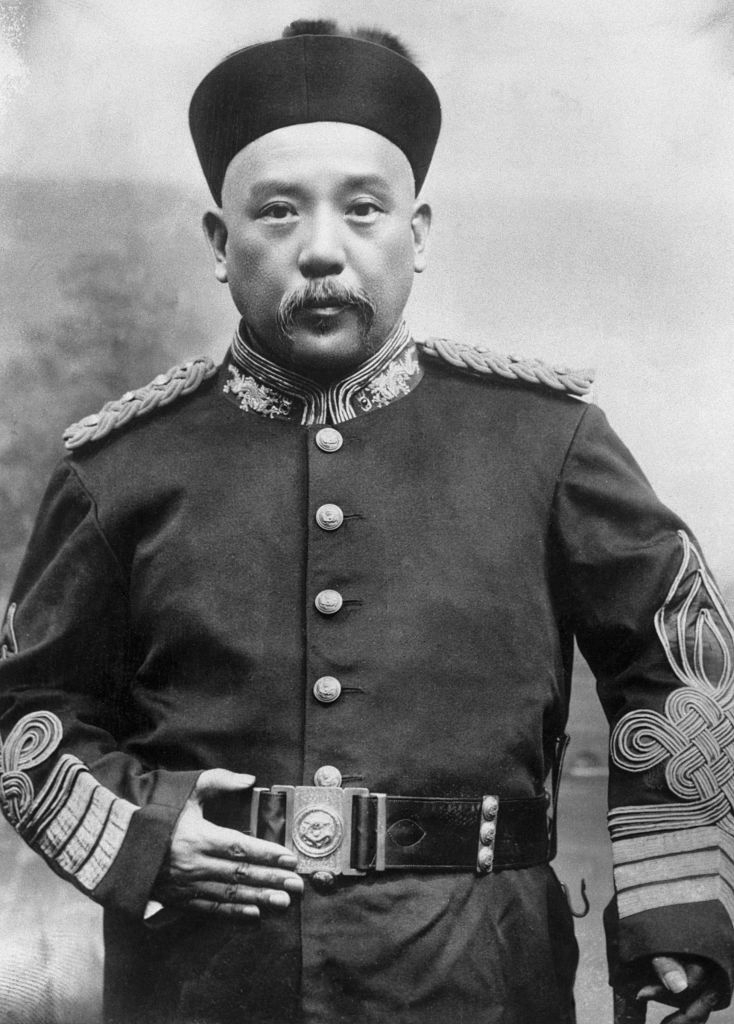
清朝末辛亥革命前後的軍服 （袁世凱）
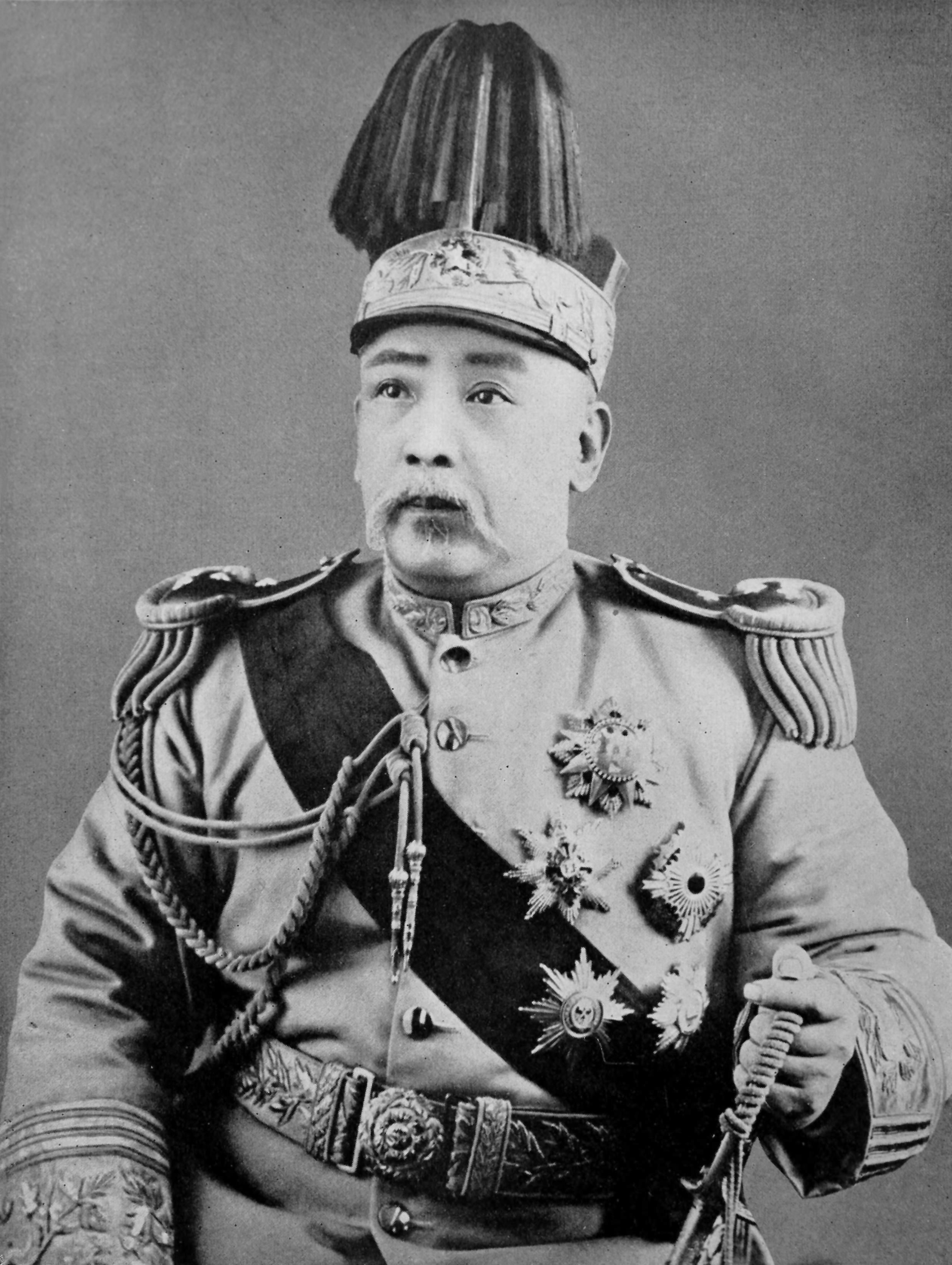
中華民國大總統 袁世凱
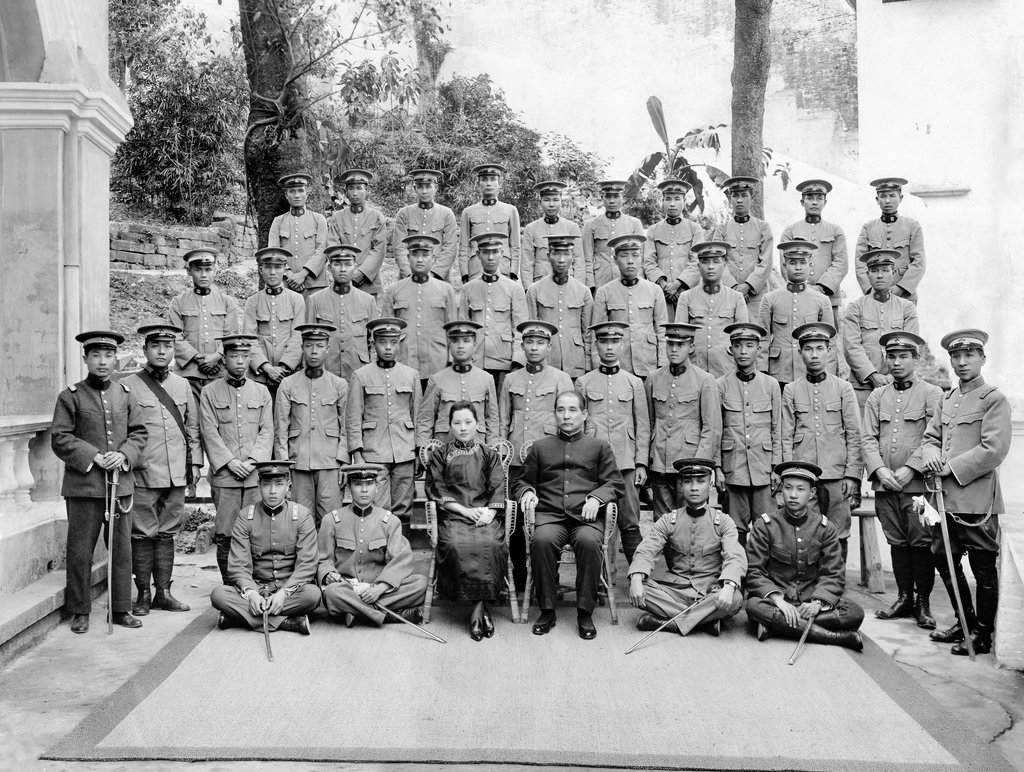
1922年與孫中山、宋慶齡在廣東廣州陸海軍大元帥大本營合影的總統府憲兵官兵。
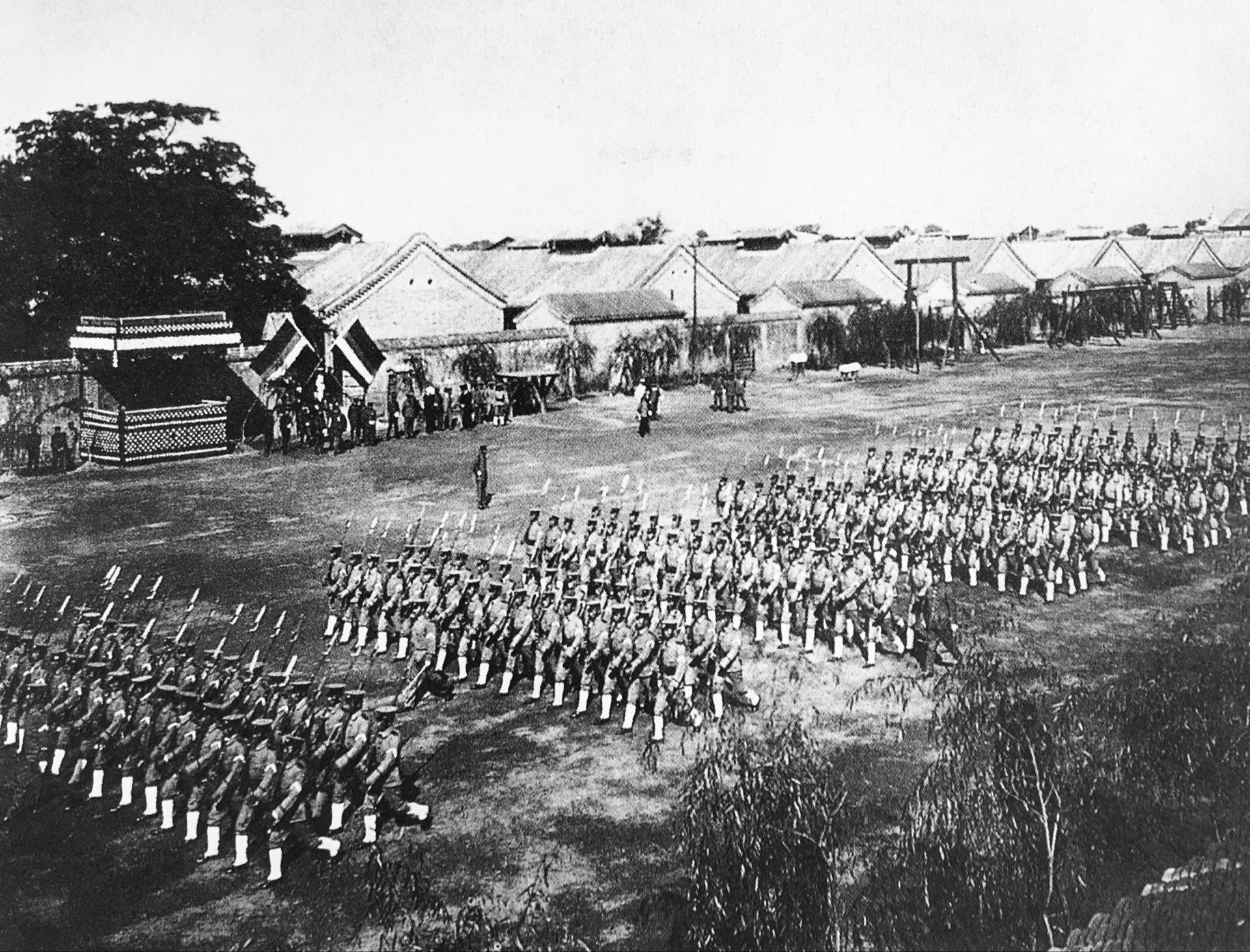
民国初期，操练中的北洋军。
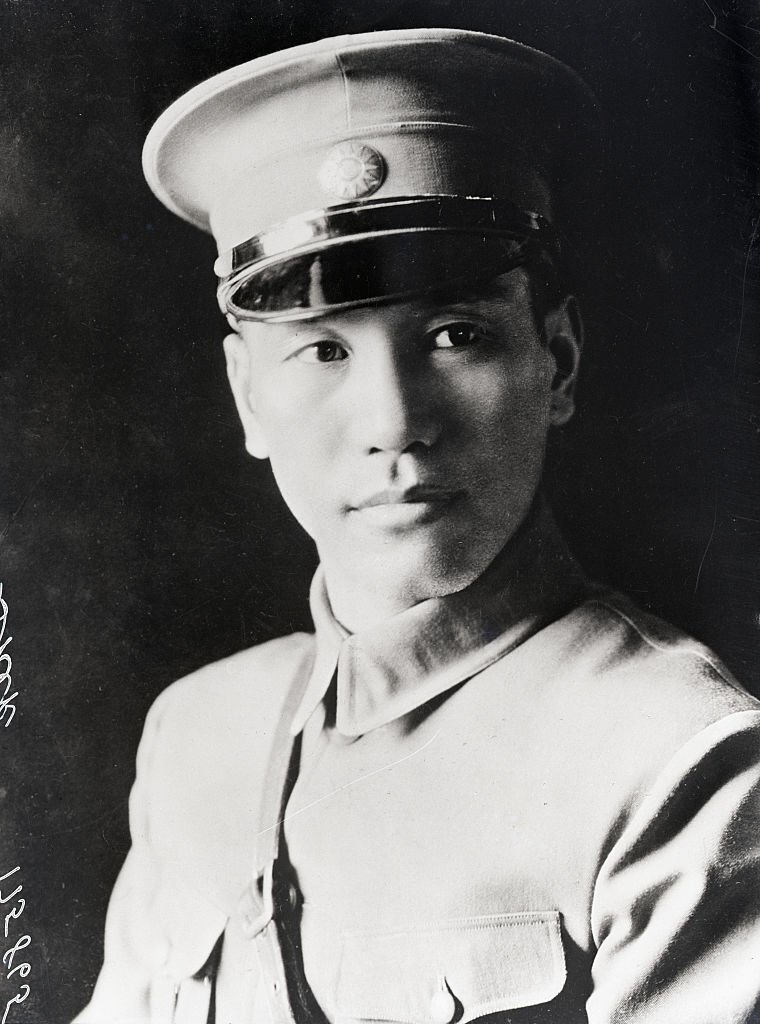
蔣中正
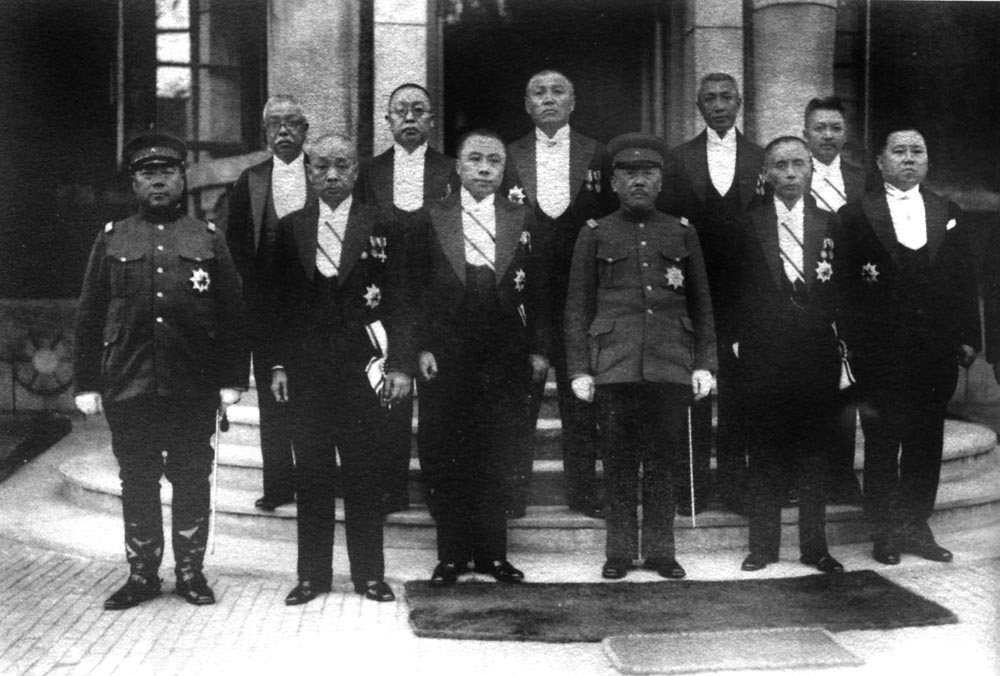
滿洲國閣僚的軍人。當時的日本陸軍軍服外表大體上一樣。
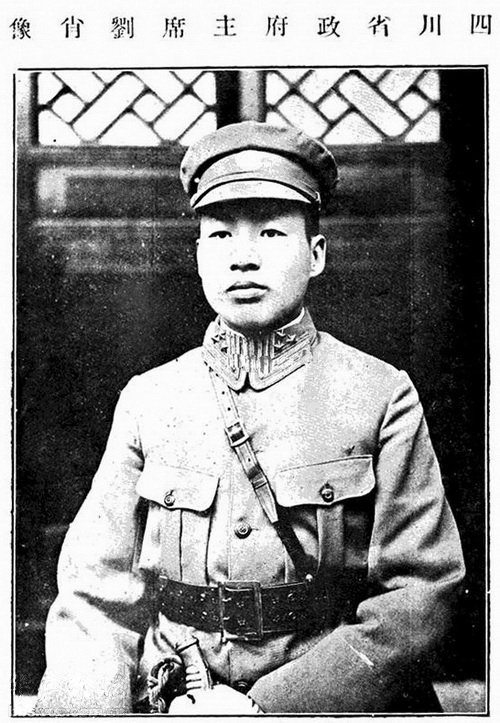
四川省政府主席劉肖，川軍有自成一系的階級章。
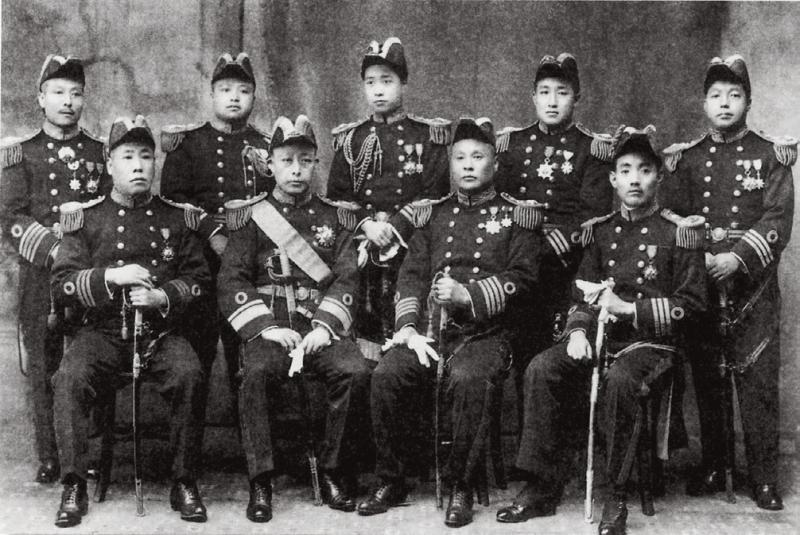
中華民國初期海軍軍官大禮服。後排左第二人為許鳳藻。
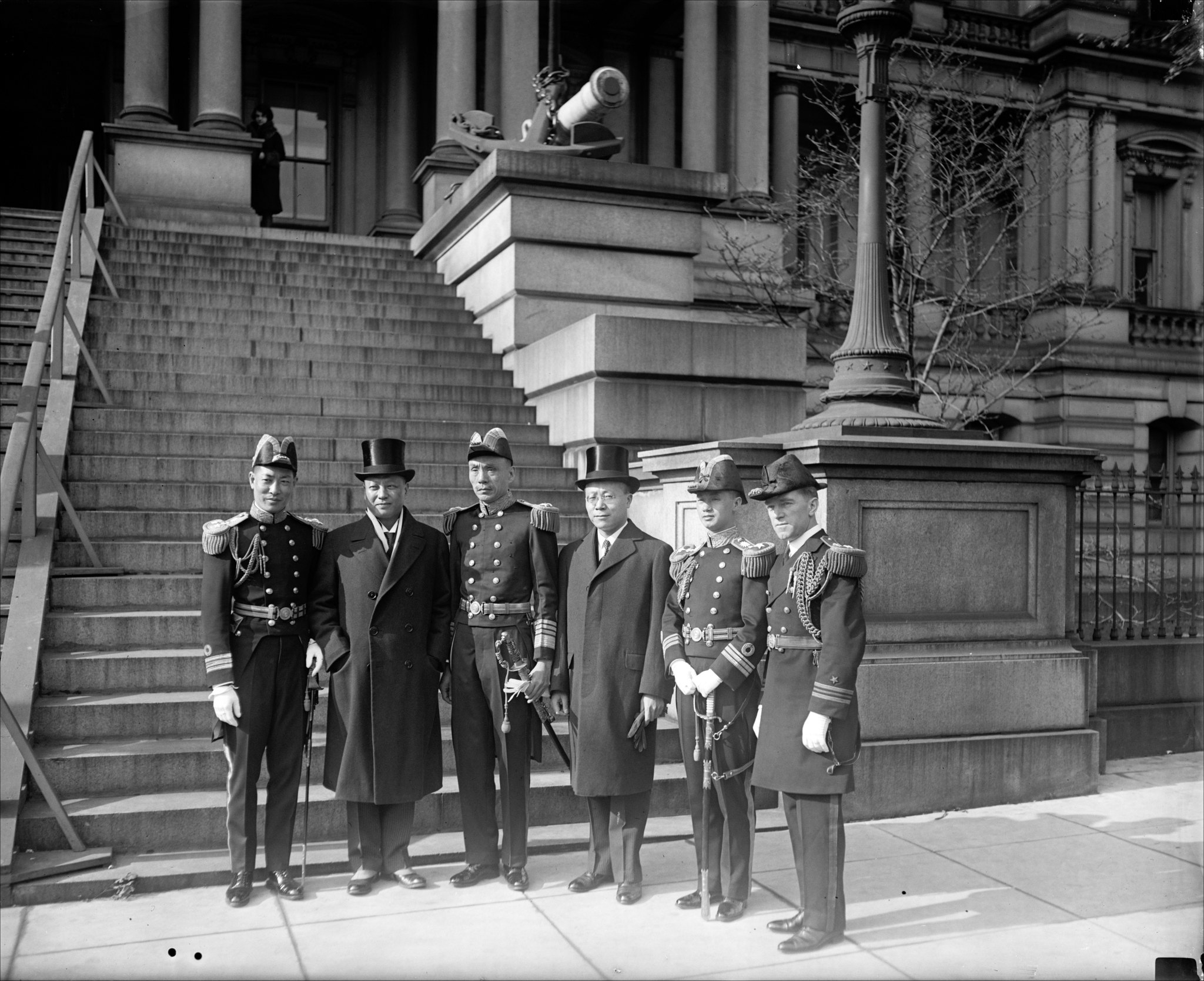
1930年訪問華盛頓的中華民國海軍代表團。

## 1927年至1945年
中華民國國民政府成立初期的國民革命軍陸軍採用蘇聯式軍服，北伐勝利後分別於1929年《陸軍軍常服暨軍禮服暫行條例》《陸軍軍常服軍禮服條例》、1930年公布《修正陸軍軍常服軍禮服條例》逐步將國軍服制完善。後接受德國的軍事援助，約於1933年於中央嫡系部隊率先更換新是的草黃色軍服，後在1935年再度修訂並頒布《陸軍服制條例》，中央軍部隊大量採用鋼盔和北歐式軍帽。不過，並不是全國軍隊的制服都採用，根據各地部隊軍服的形狀有時還保留著，直到抗戰全面爆發後，各地派系出省抗戰，才統一換上國軍官方制定服制。第二次世界大戰後接受美國的軍事援助，隨後也受到了美軍軍服的影響，軍服樣式也有所改變。

帽章
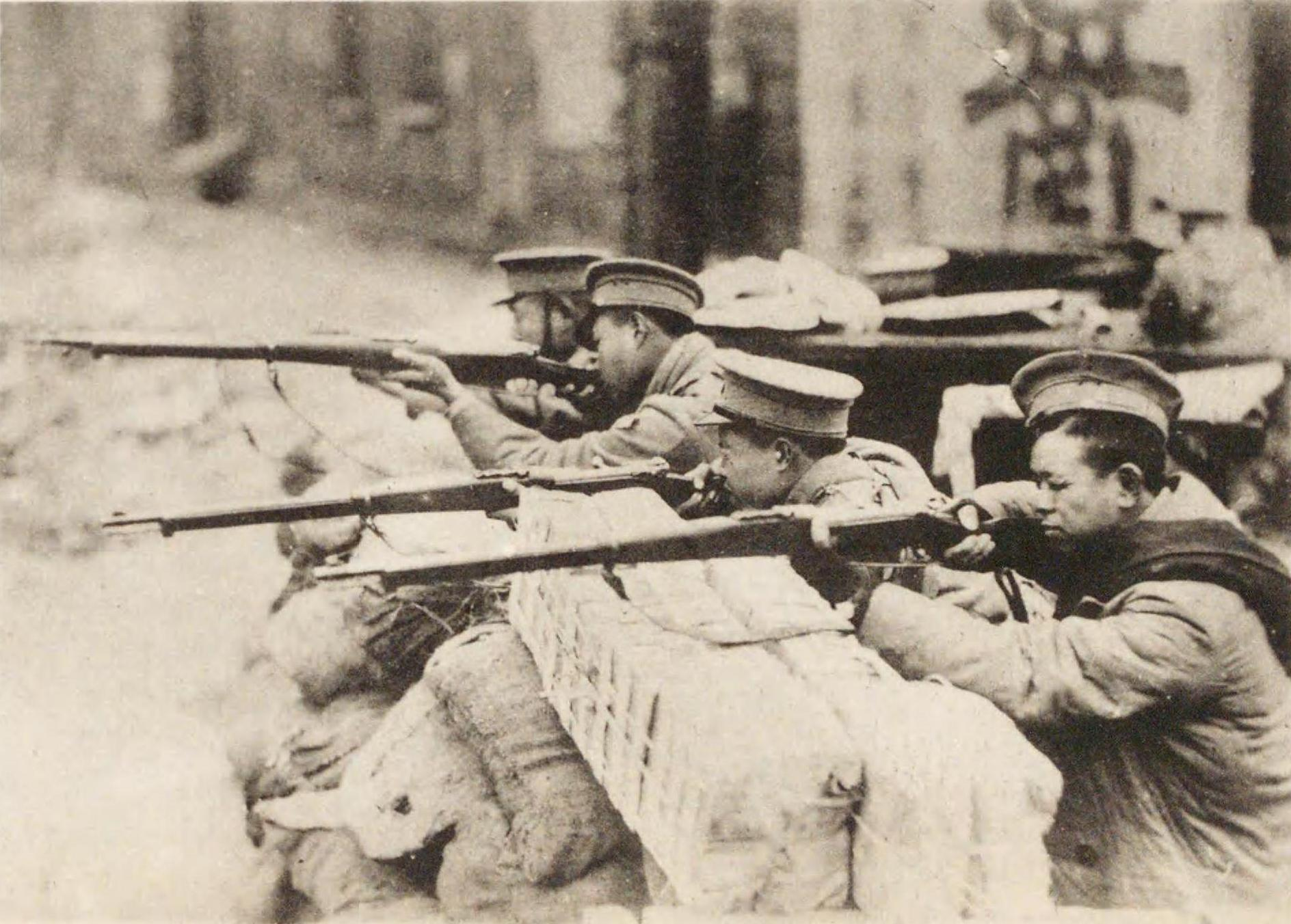
中華民國憲兵 （1932年）
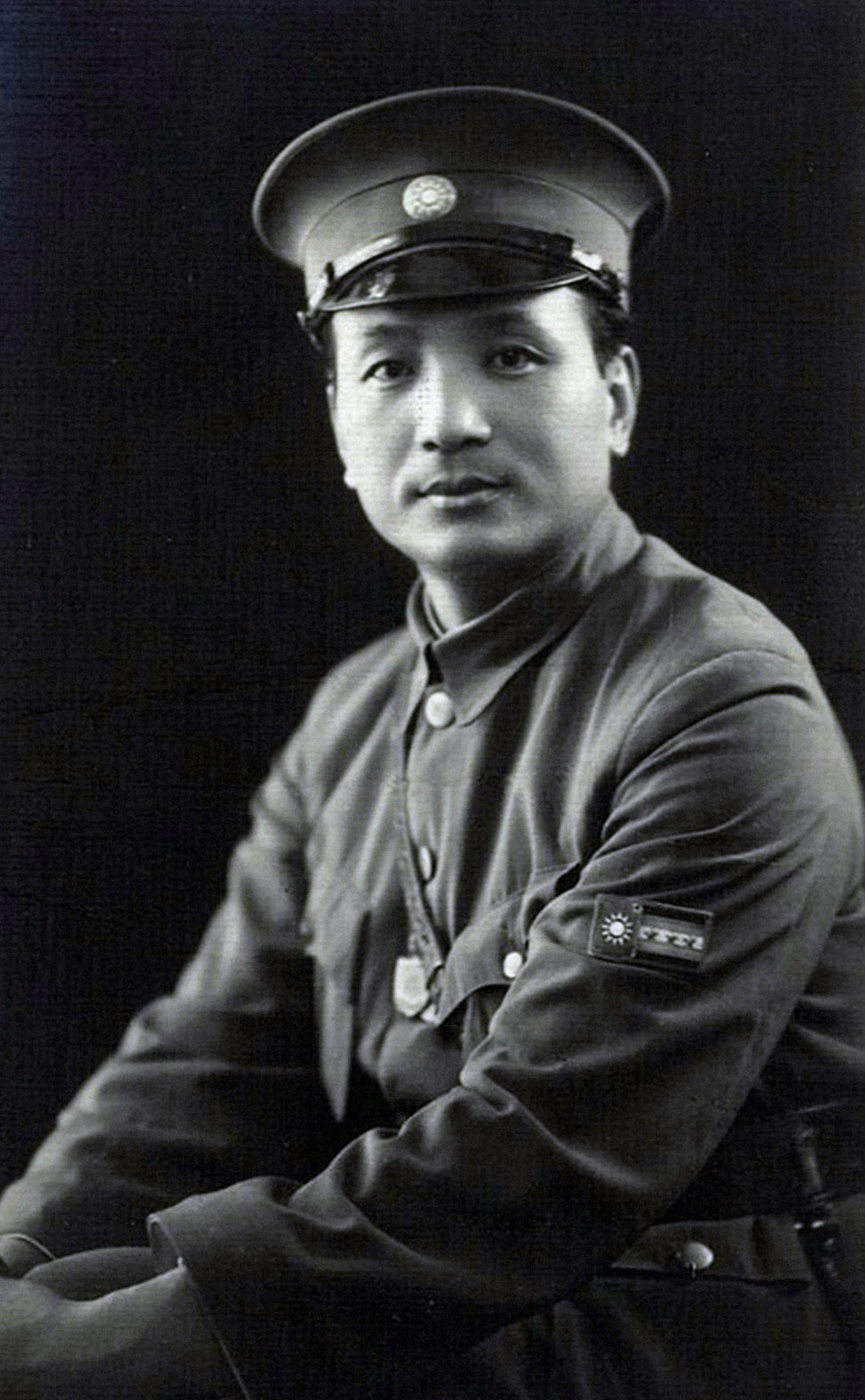
一名國民革命軍軍醫上校，此時的階級章在左臂。
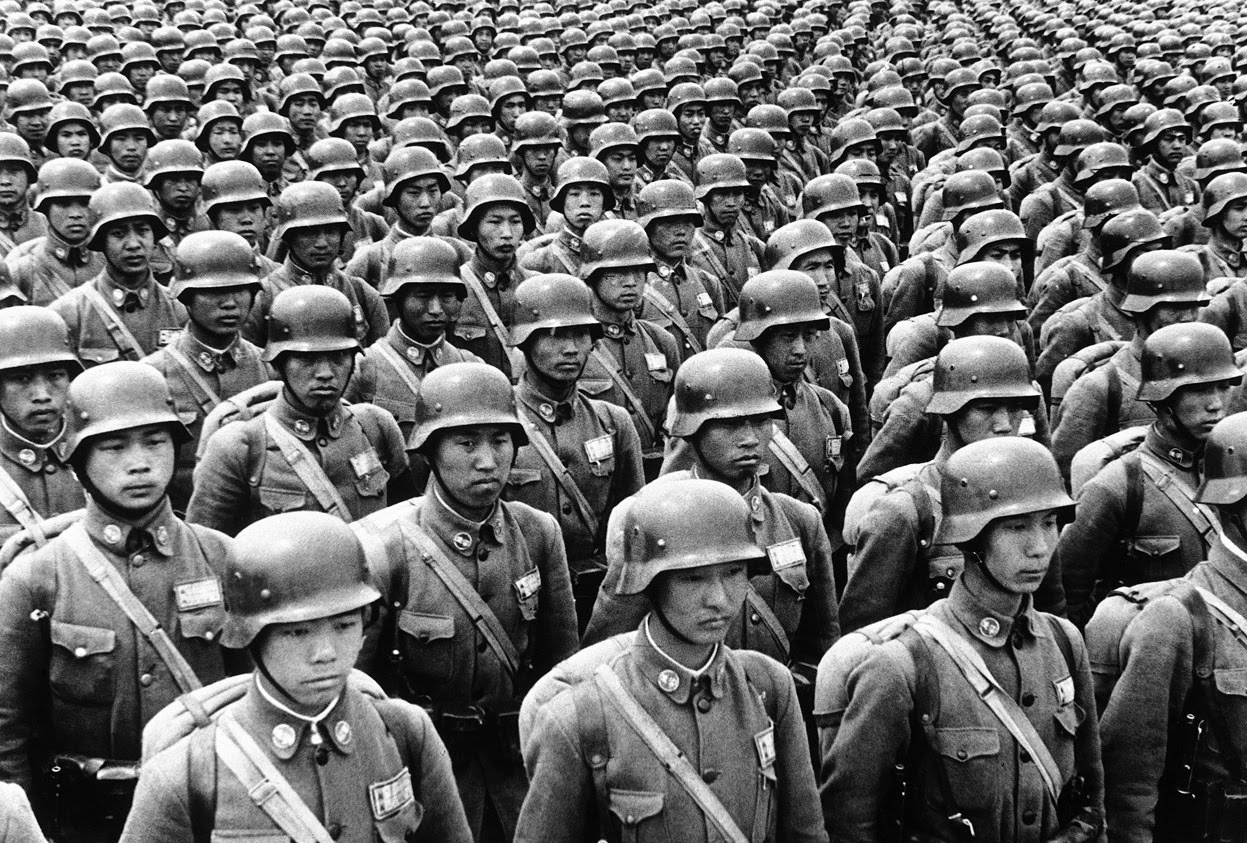
軍校學生
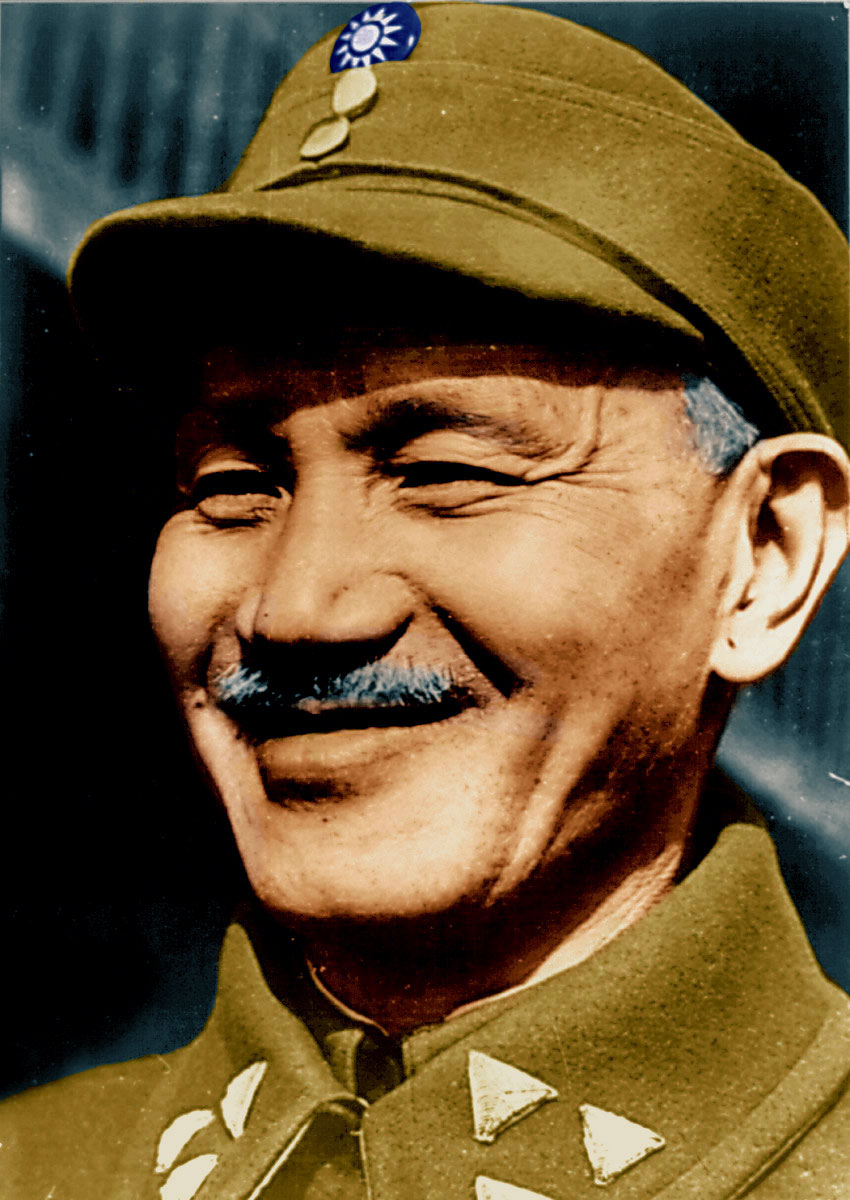
小帽及上將三星領章 （蔣介石，1945年）
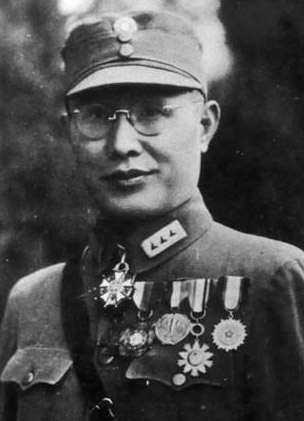
陸軍一級上將何應欽
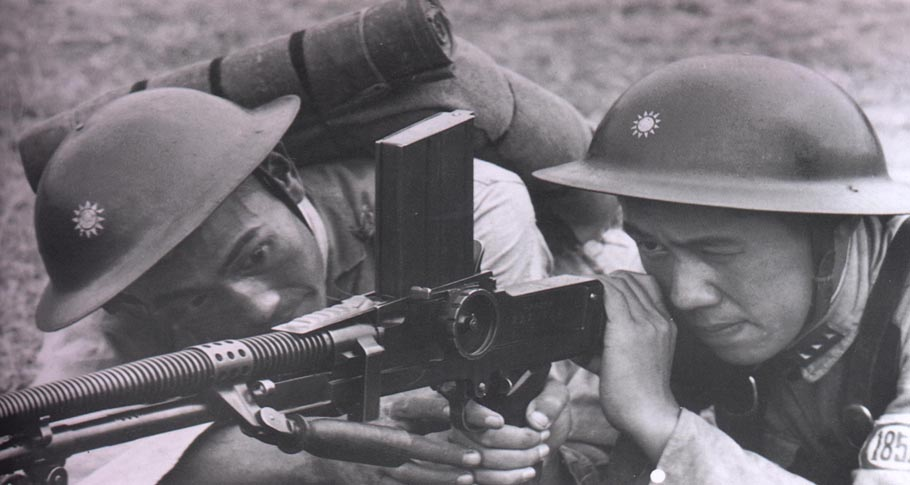
1942年3月，陸軍步兵第一八五師士兵正進行輕機槍訓練
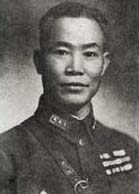
陳誠
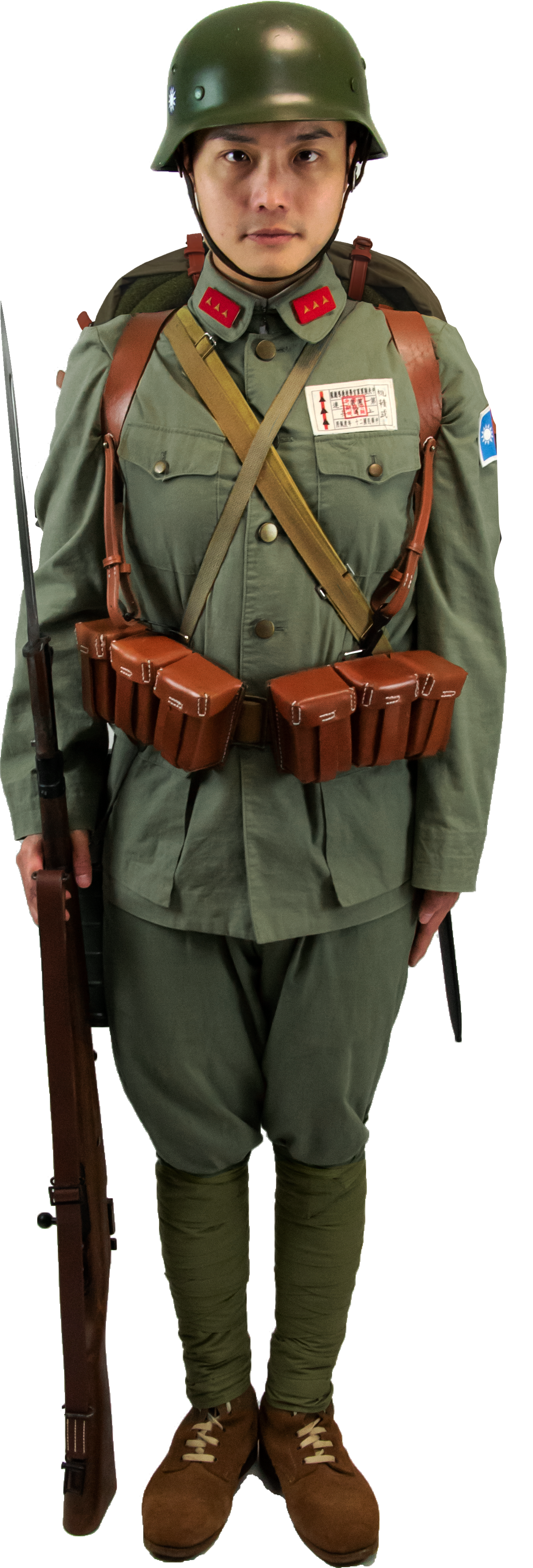
中德合作下的國軍中央教導總隊。
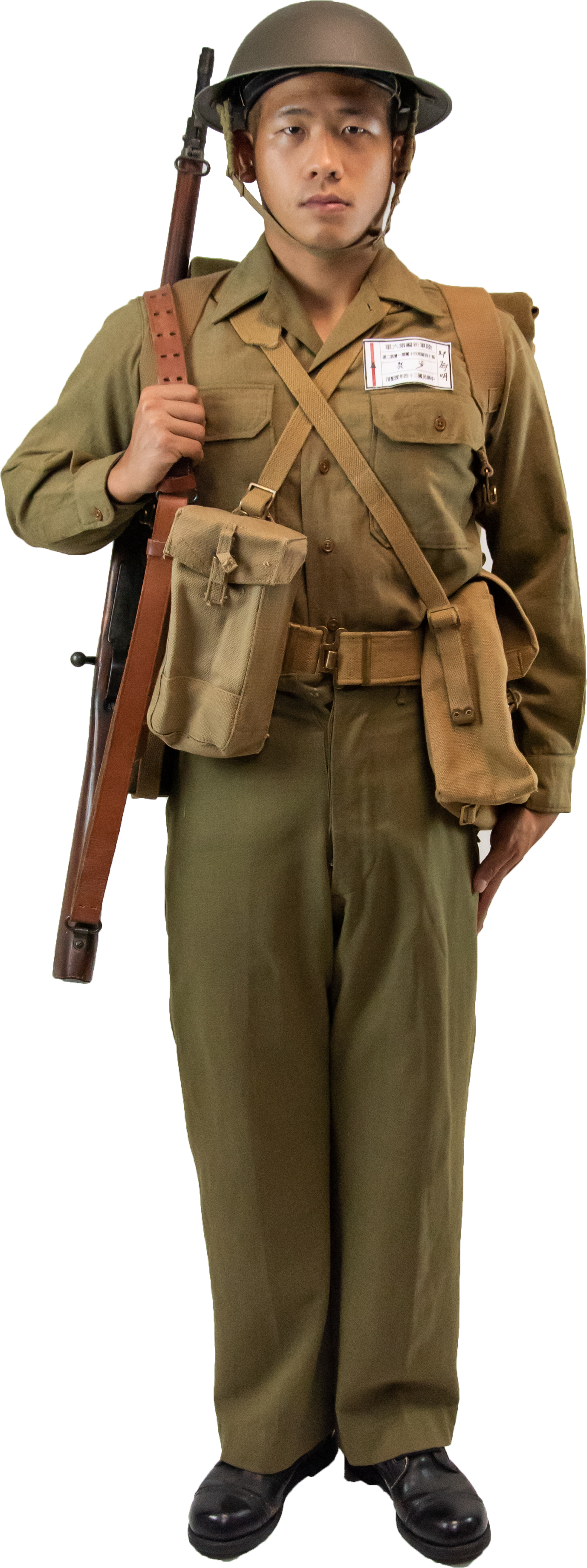
1945年派赴接收南京的新六軍士兵，穿美援軍服及英式裝備。
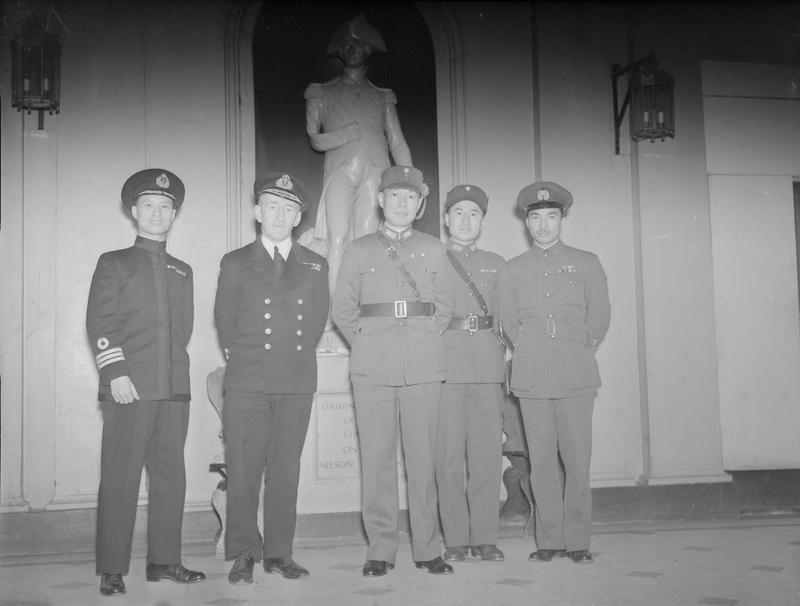
二戰時期的陸海空三軍軍官。
曾任海軍官校校長的郭發鰲代將，其一粗金線領章即為代將階級。
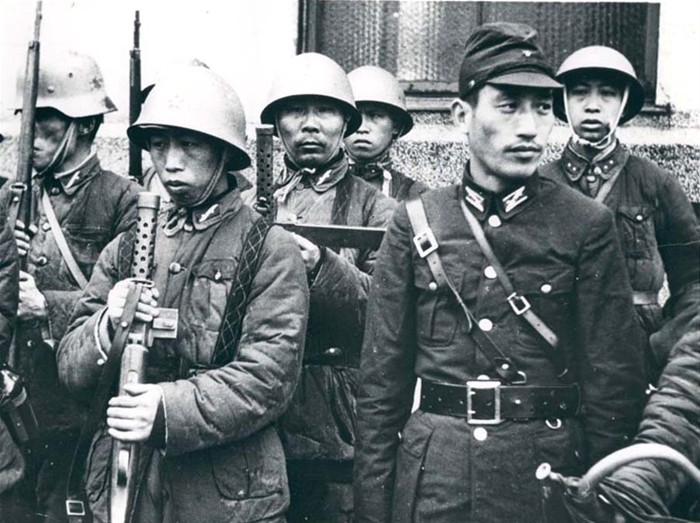
日軍華北佔領區下的華北綏靖軍，混用日製以及繳獲自國軍的裝備制服。

## 2007年後
中華民國96年（2007年）11月7日總統華總一義字第09600147261號令公布施行之陸海空軍服制條例，規定了現行陸海空軍軍人服制。

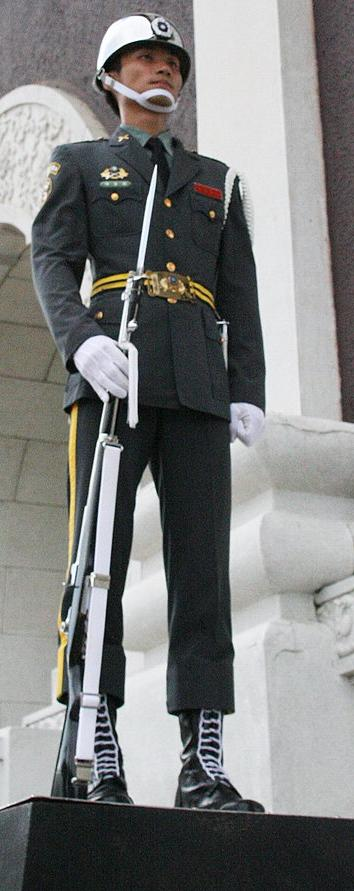
中華民國陸軍儀隊（臺北市忠烈祠）
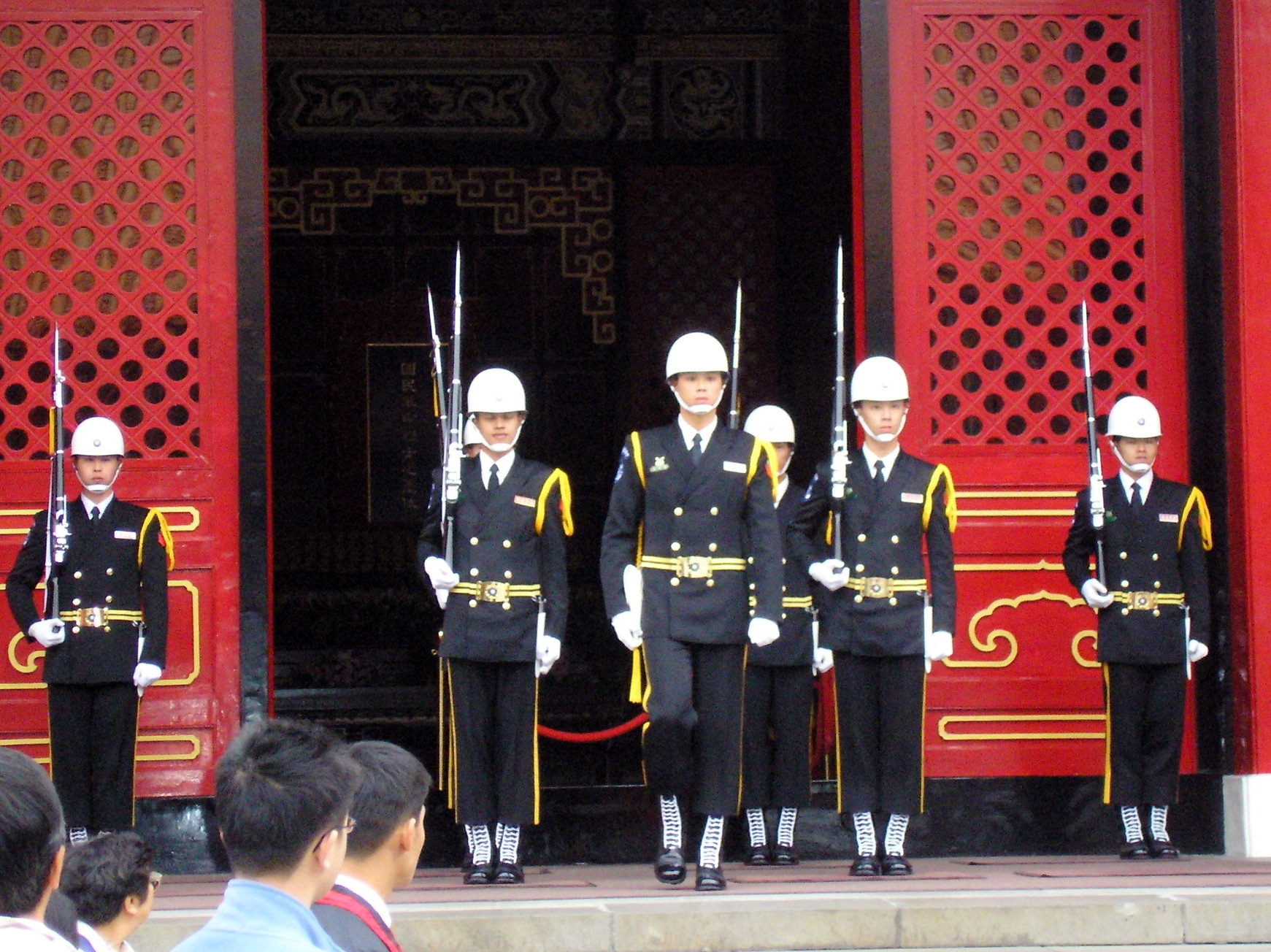
中華民國海軍儀隊
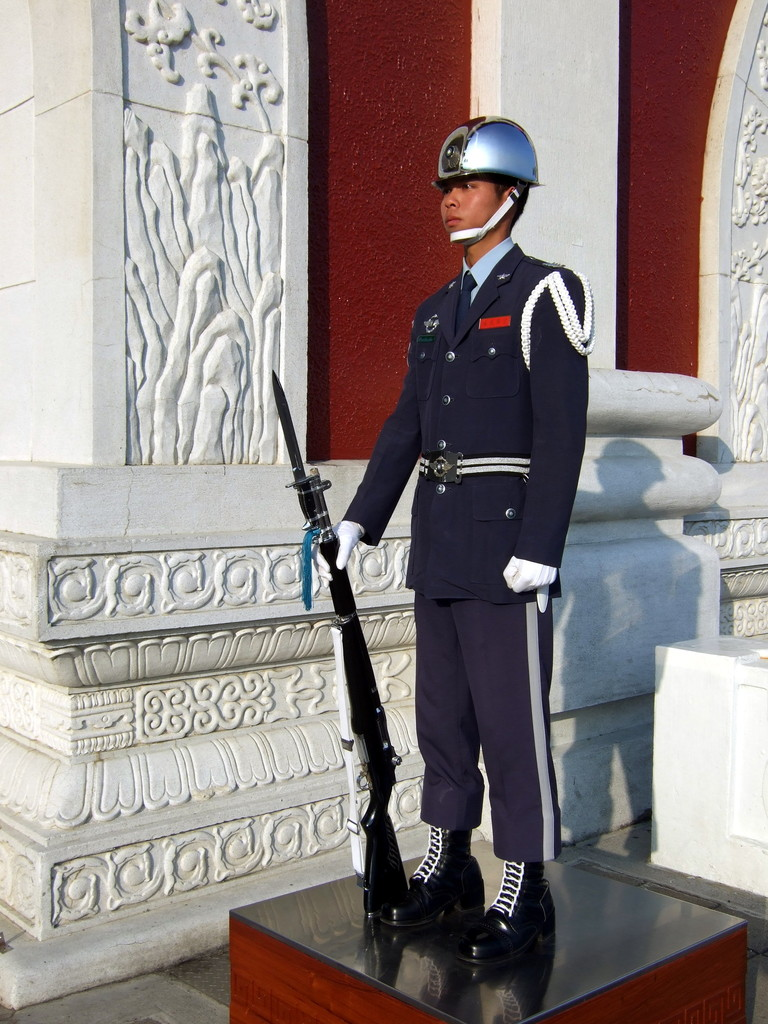
中華民國空軍儀隊
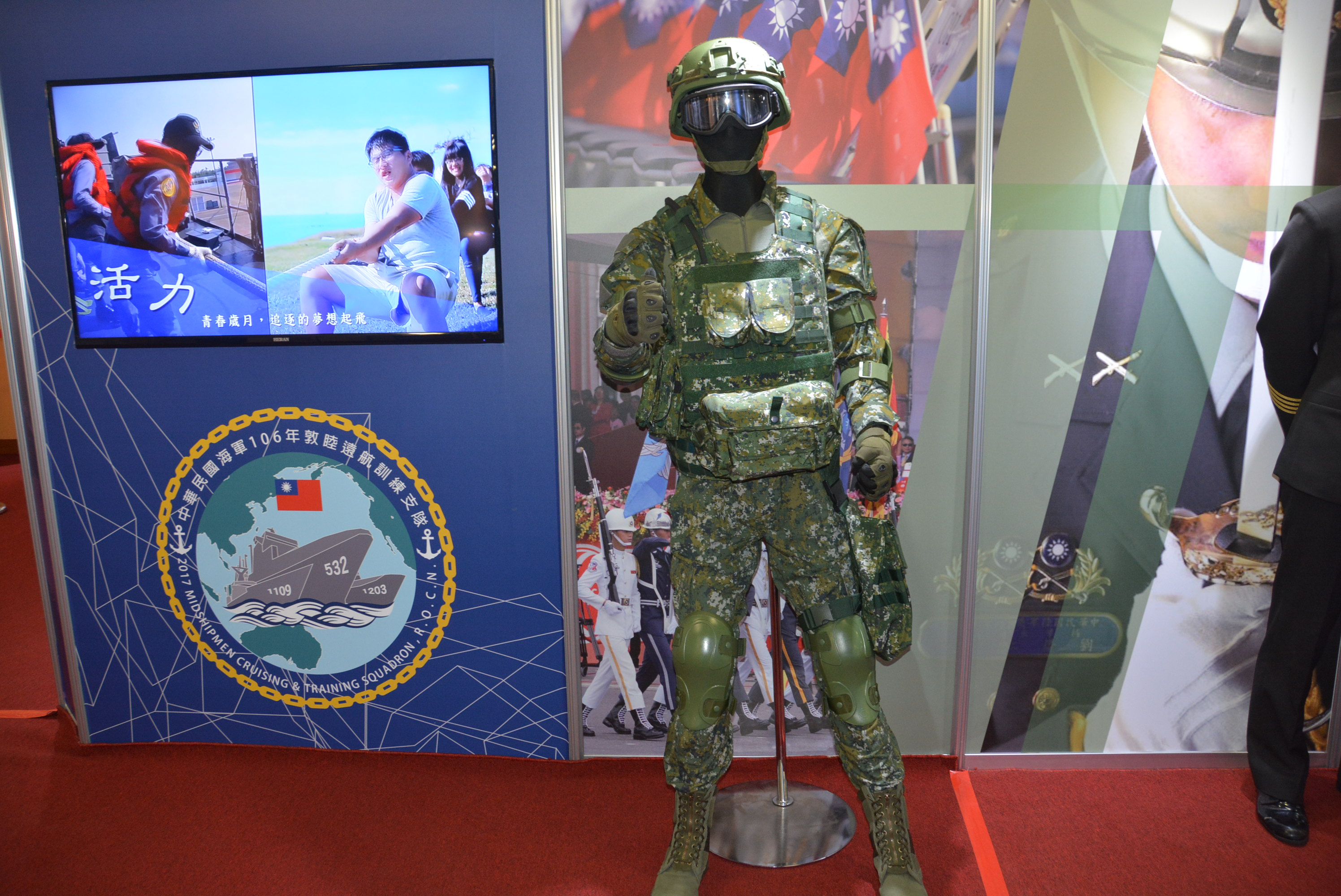
陸軍新式單兵戰鬥裝備展示（2017年3月3日）
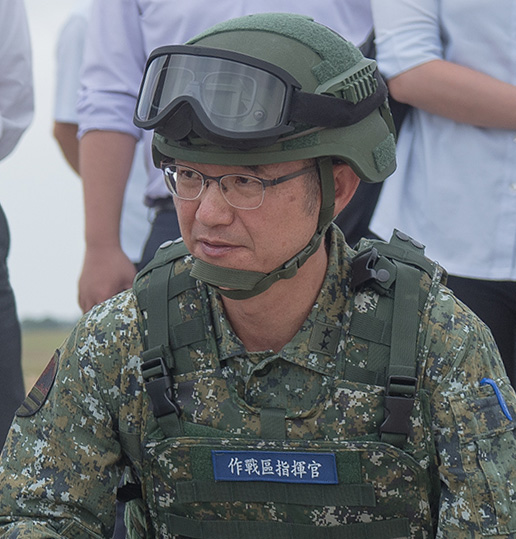
著陸軍新式單兵戰鬥裝備的將官（莫又銘中將）
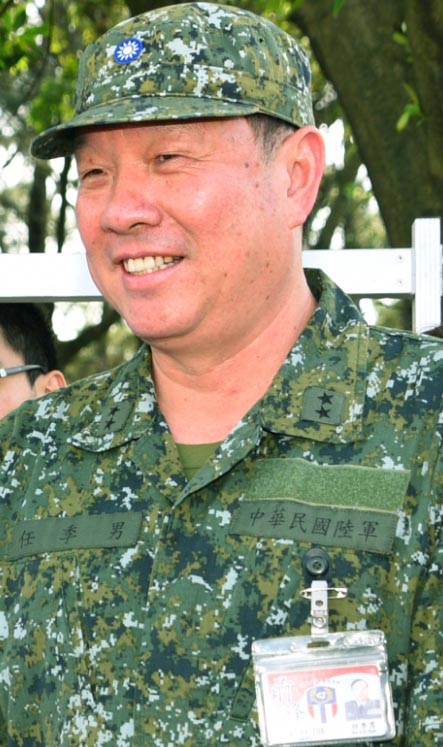
著陸軍服的將官（任季男中將）
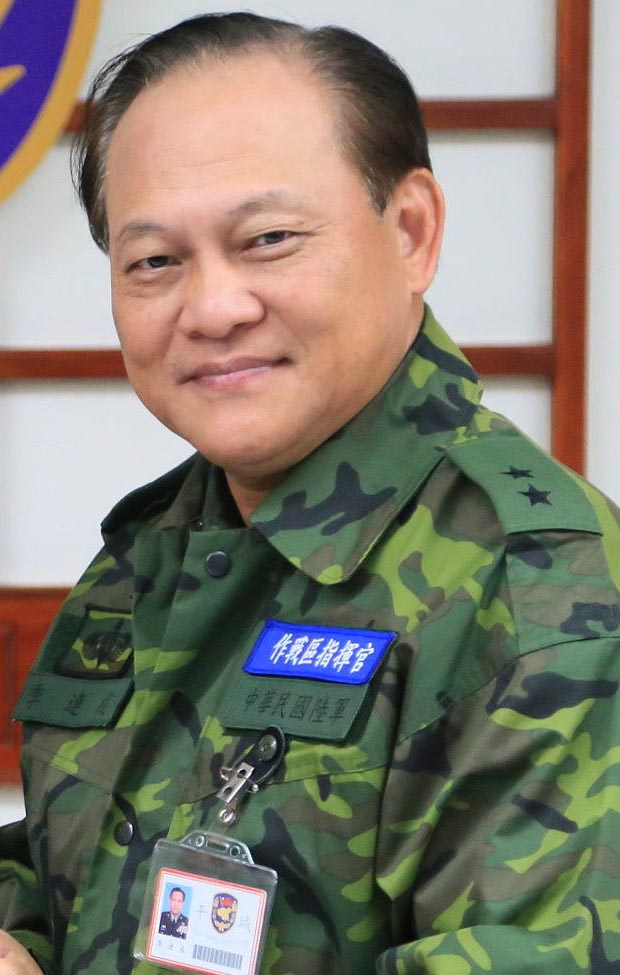
著陸軍迷彩服的將官（季連成中將）
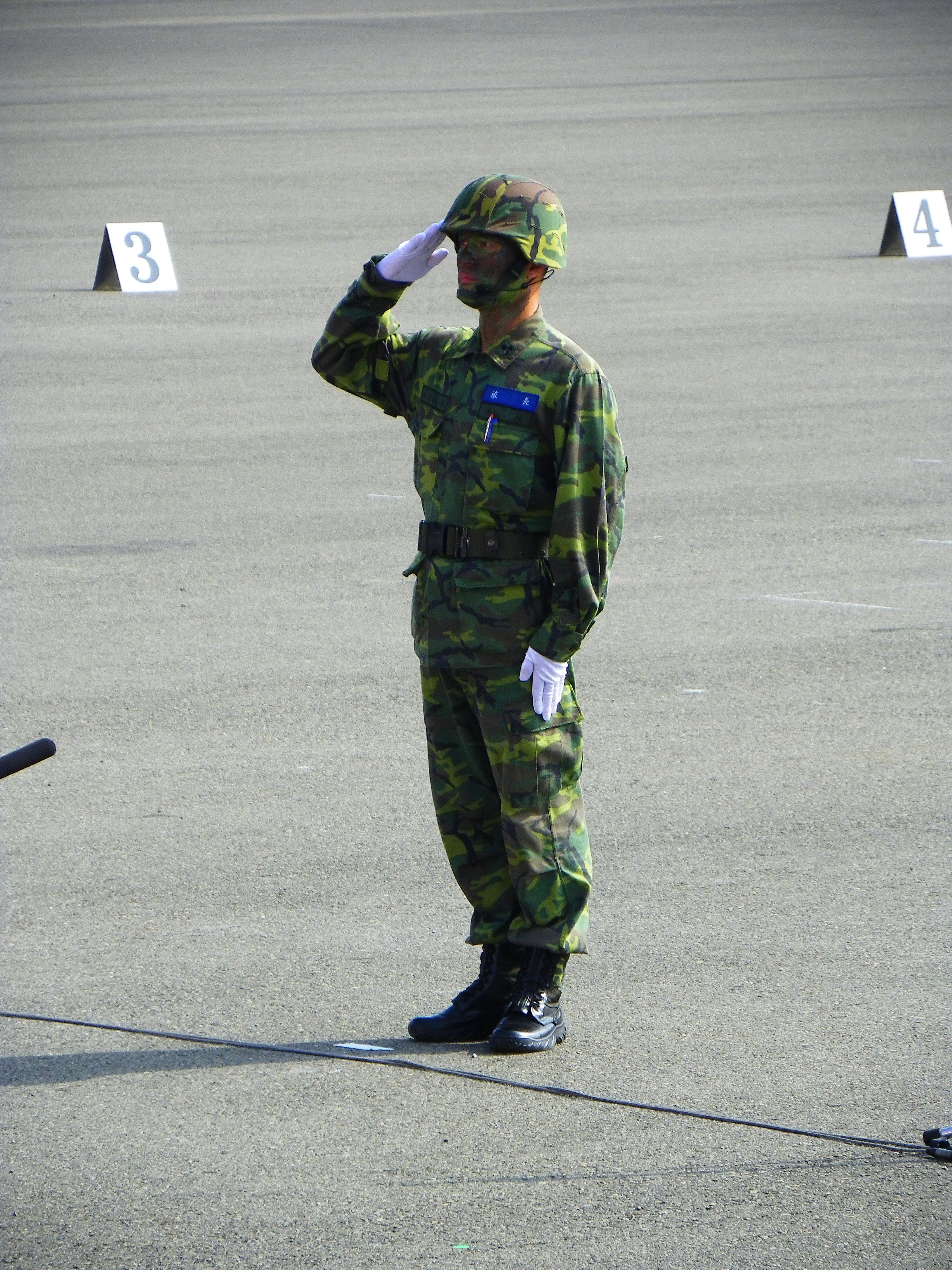
著陸軍迷彩服的陸軍步兵302旅上校旅長
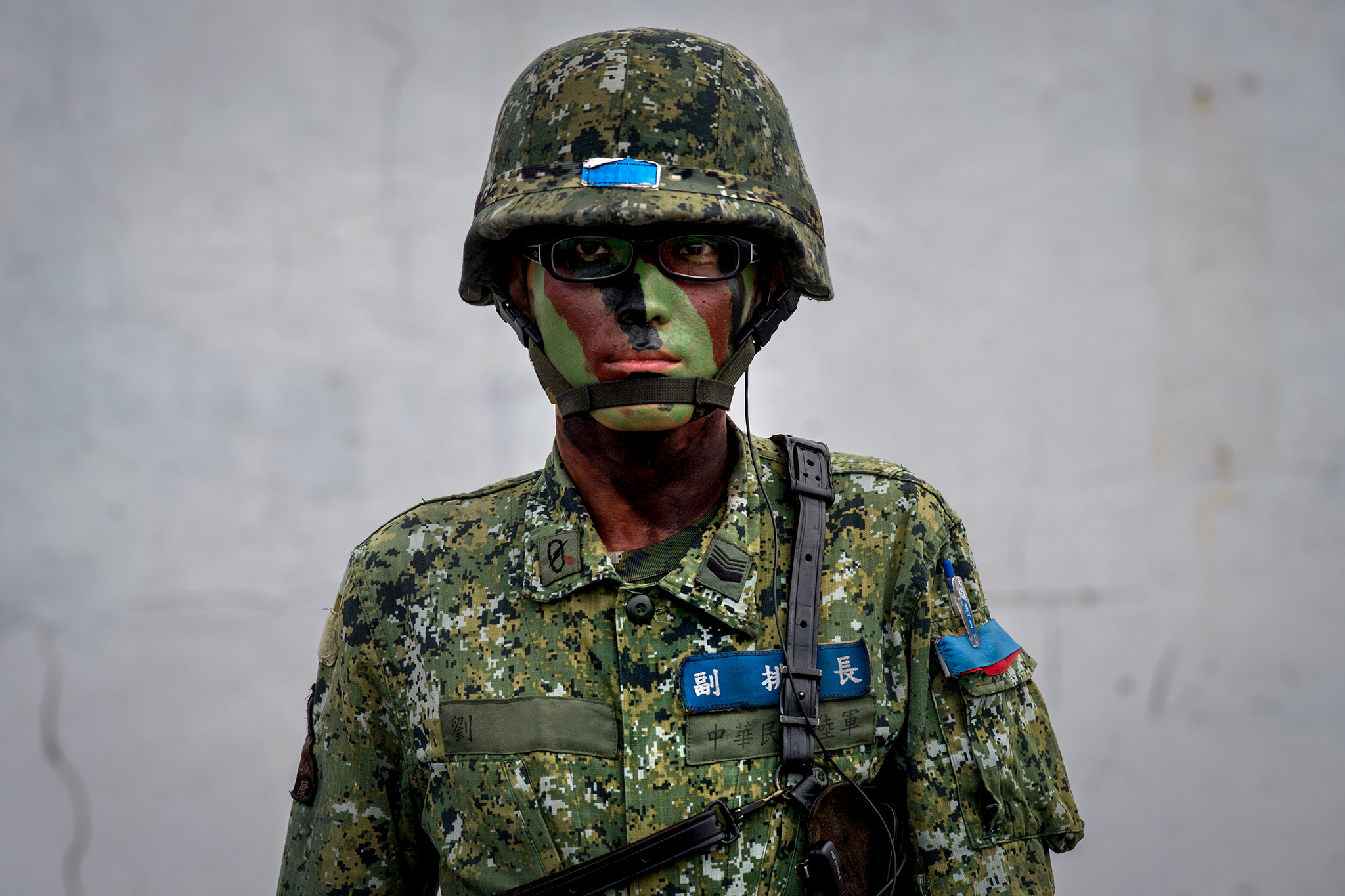
著陸軍迷彩服的陸軍上士
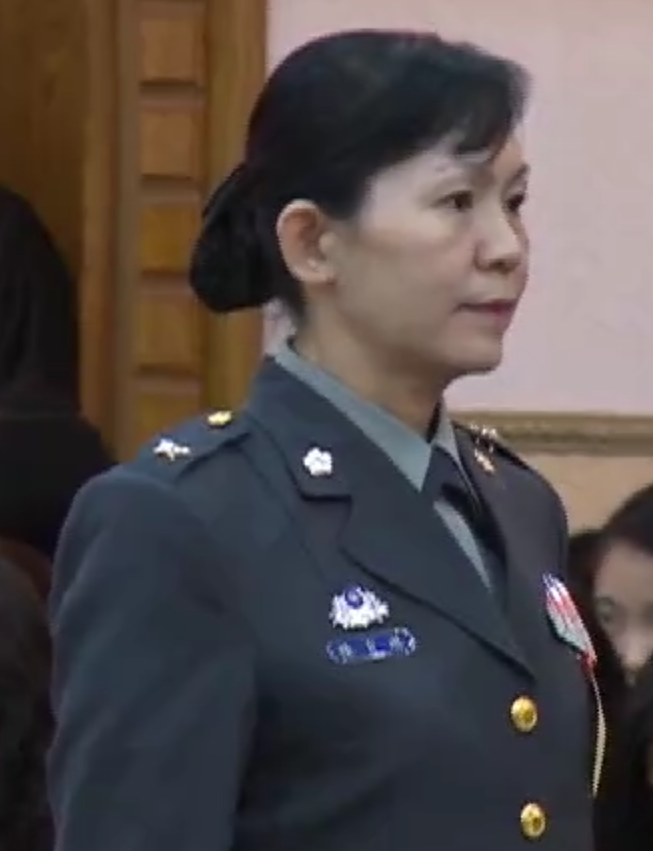
著陸軍女用軍常服的將官（陳育琳少將）
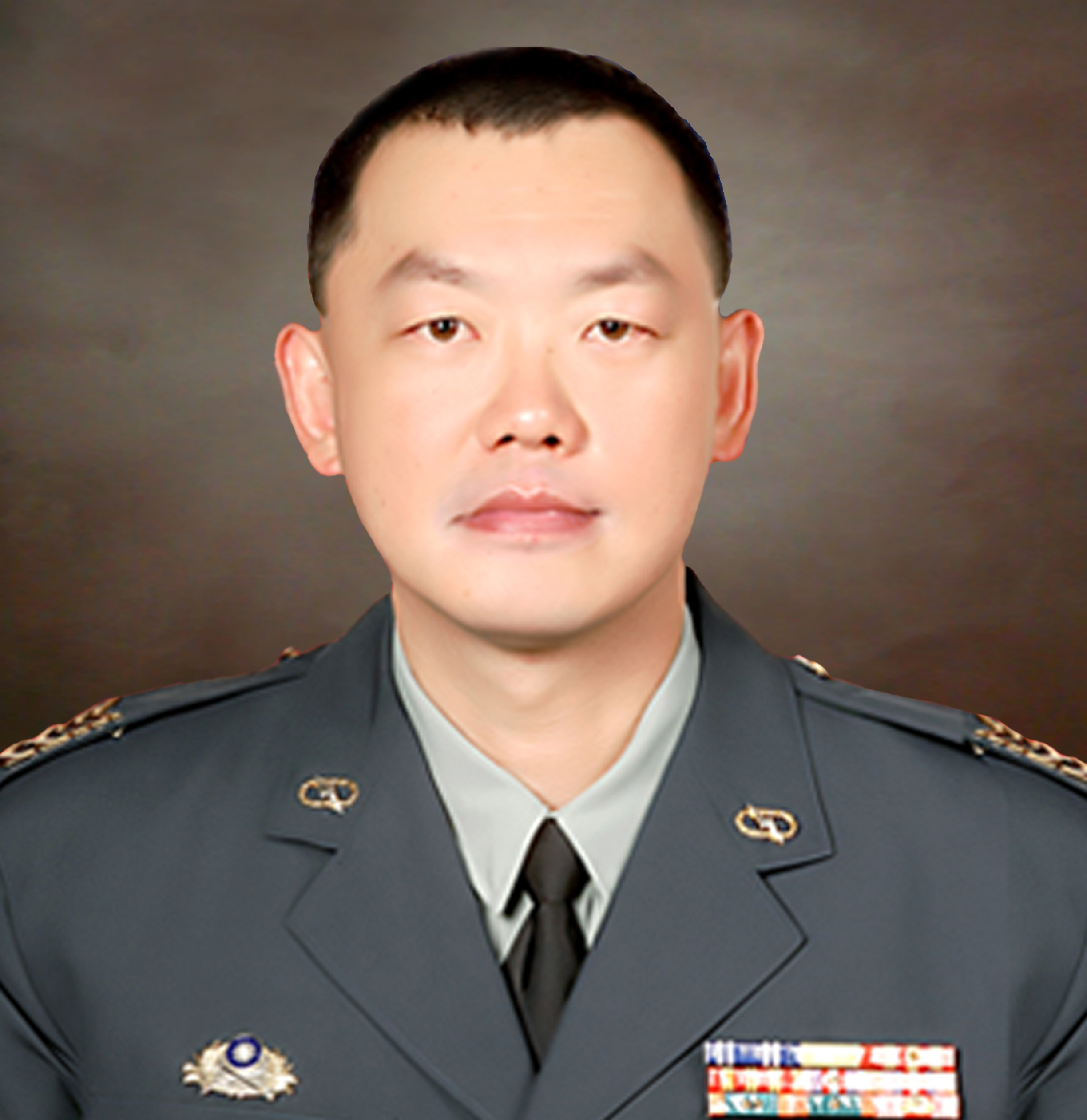
著陸軍軍常服的士官（莊起瑞一等士官長）
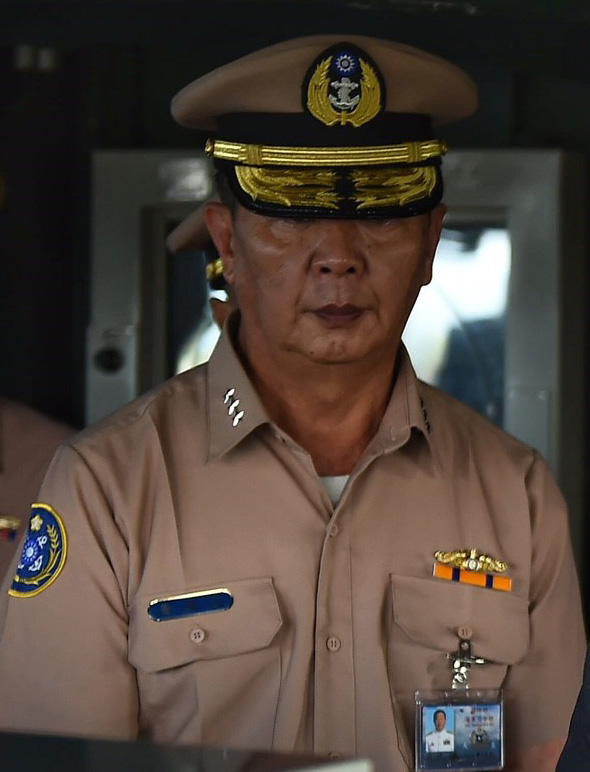
著海軍丙式軍便服的將官（黃曙光二級上將）
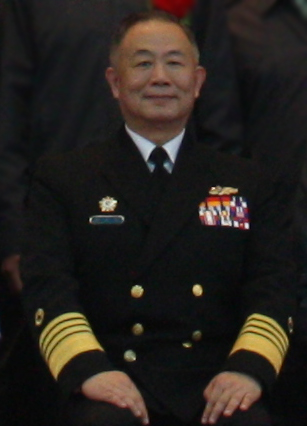
著海軍冬季軍常服的將官（陳永康上將）
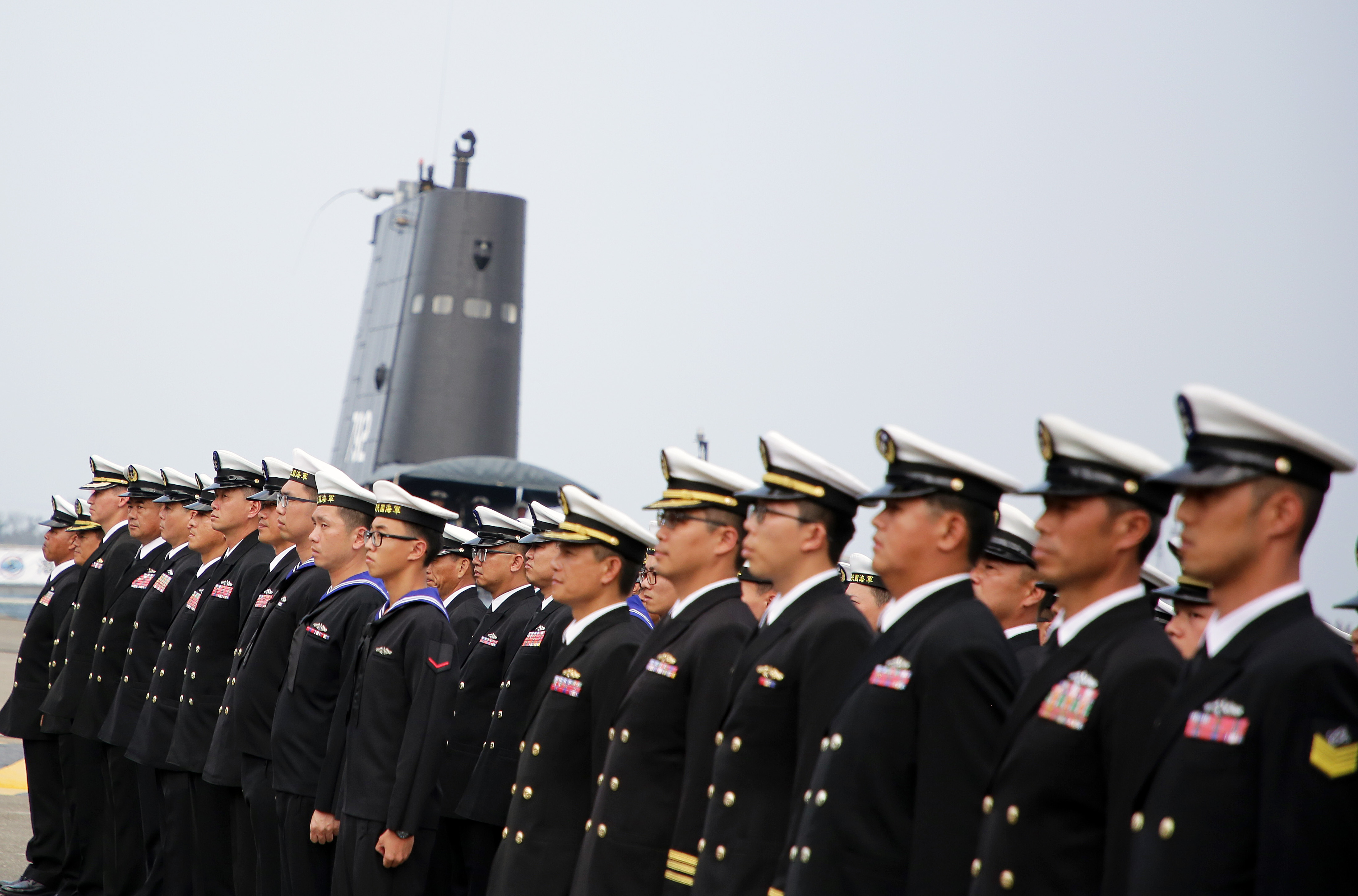
著海軍冬季軍常服的官兵（2017年3月22日）
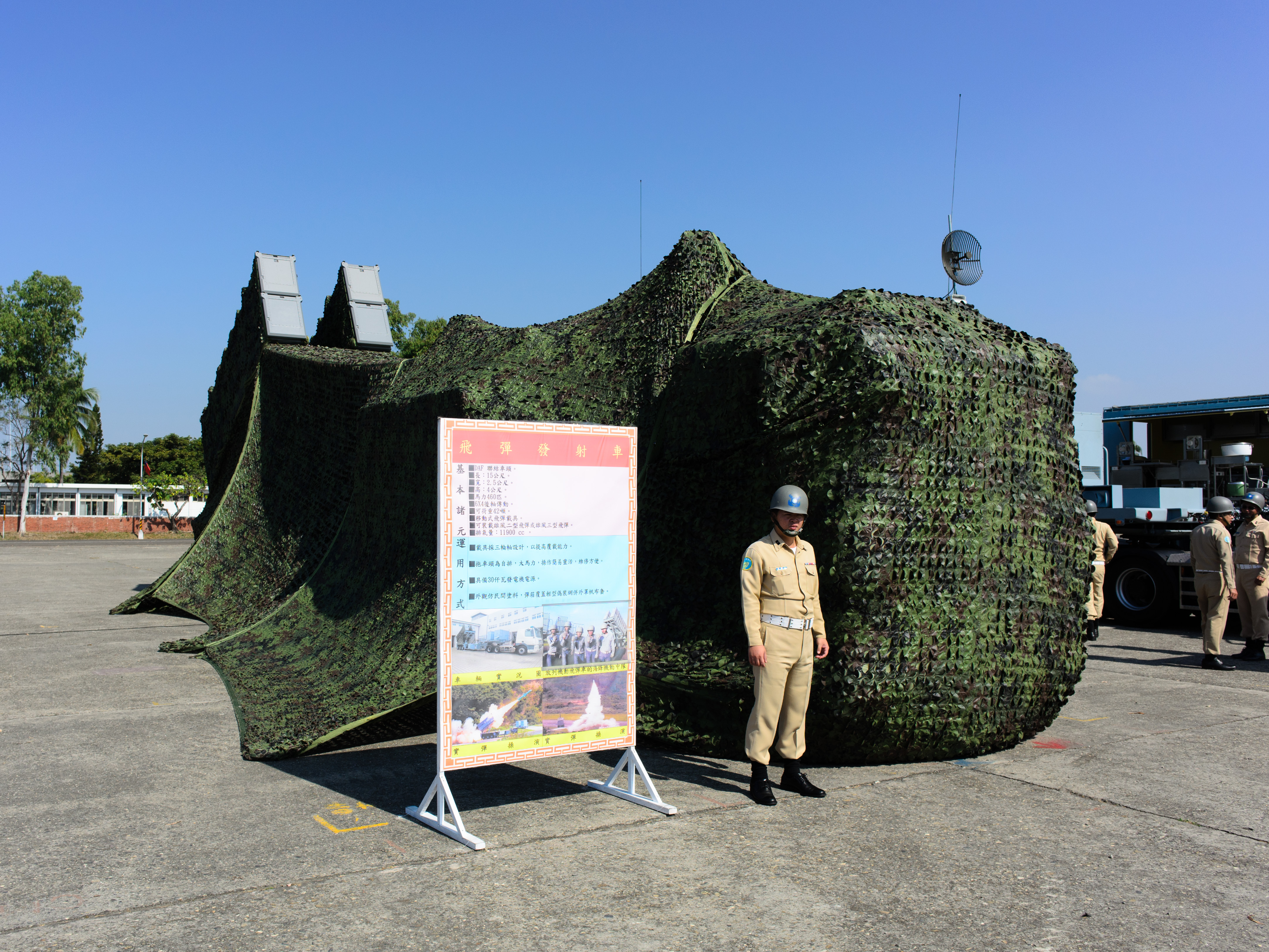
著海軍夏季乙式軍便服的士官長(2014年)
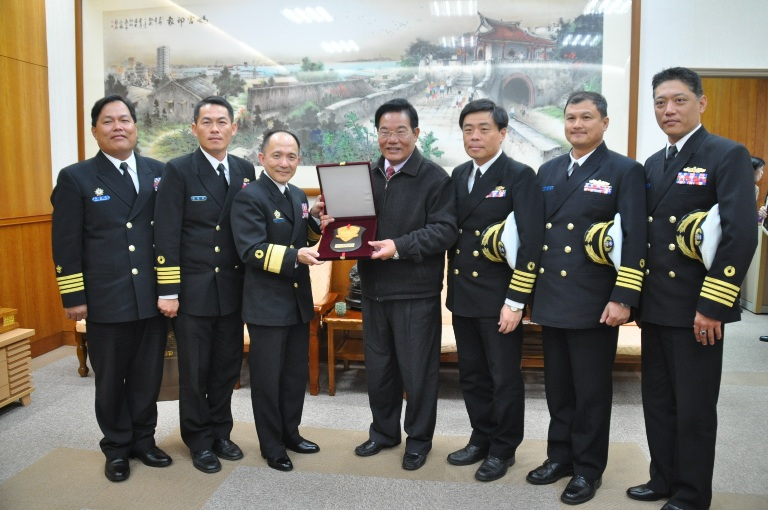
著海軍冬季軍常服的上校與少將（2011年3月2日）
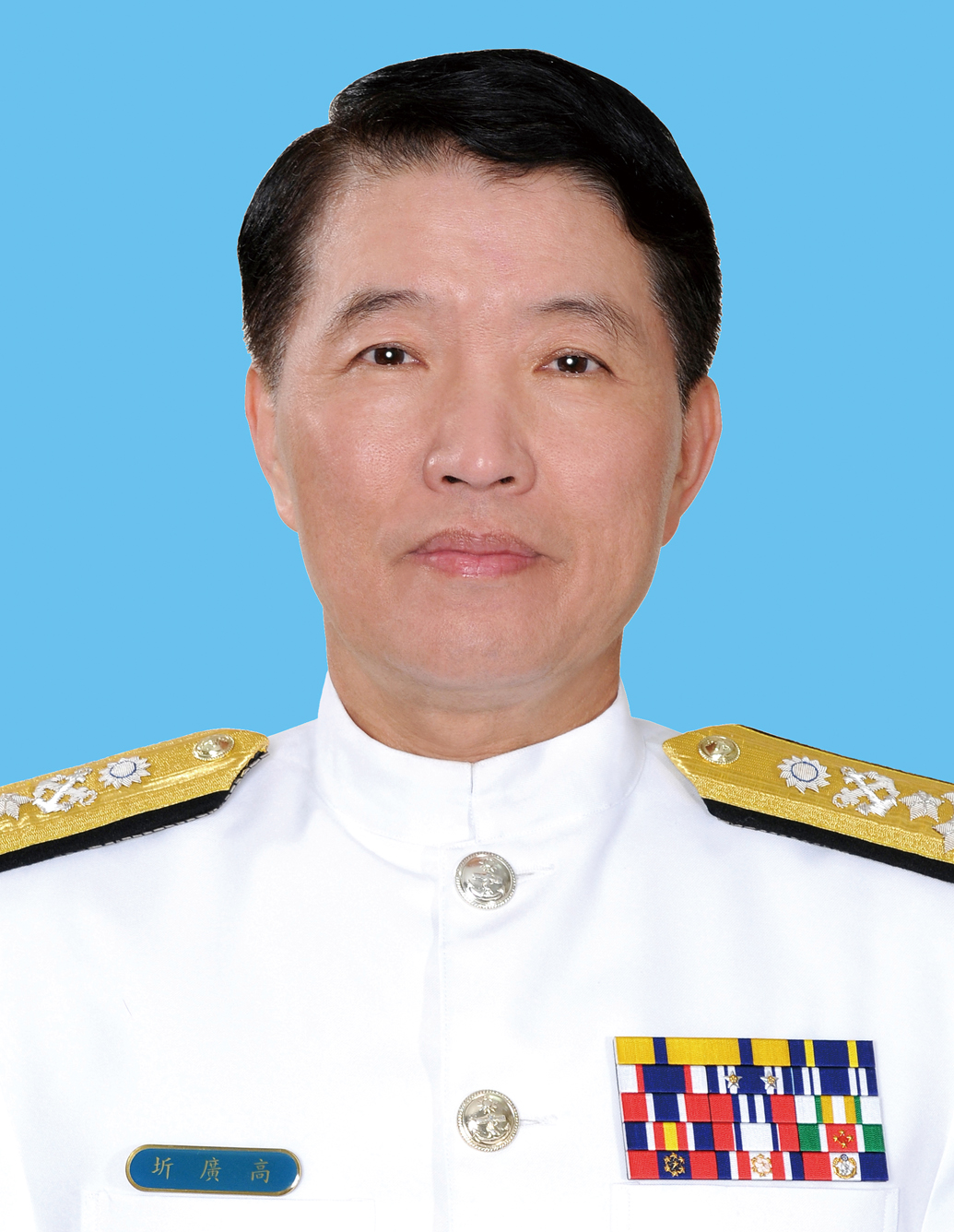
著海軍夏季甲式軍常服的將官（高廣圻二級上將）
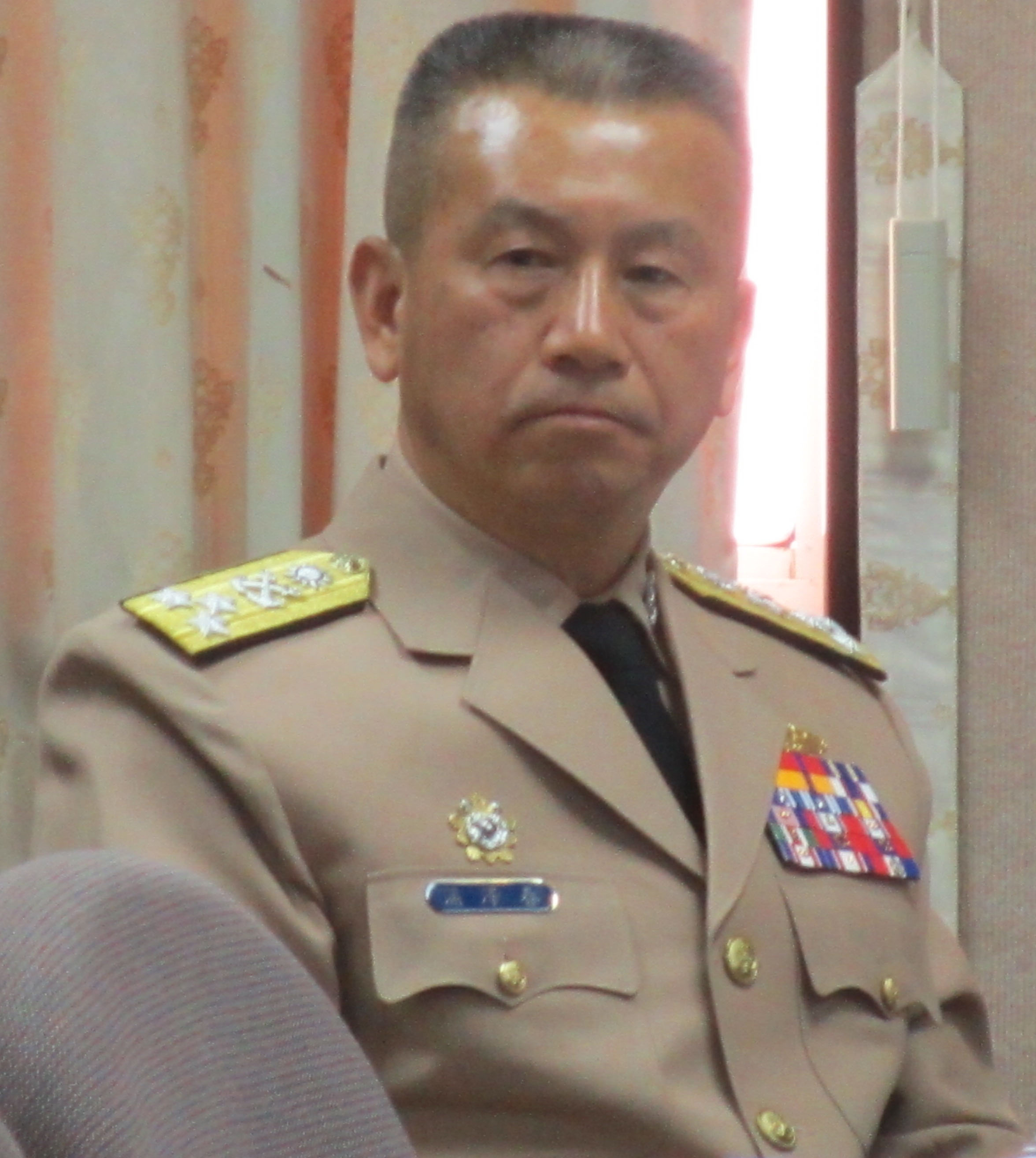
著海軍夏季乙式軍常服的將官（蒲澤春二級上將）
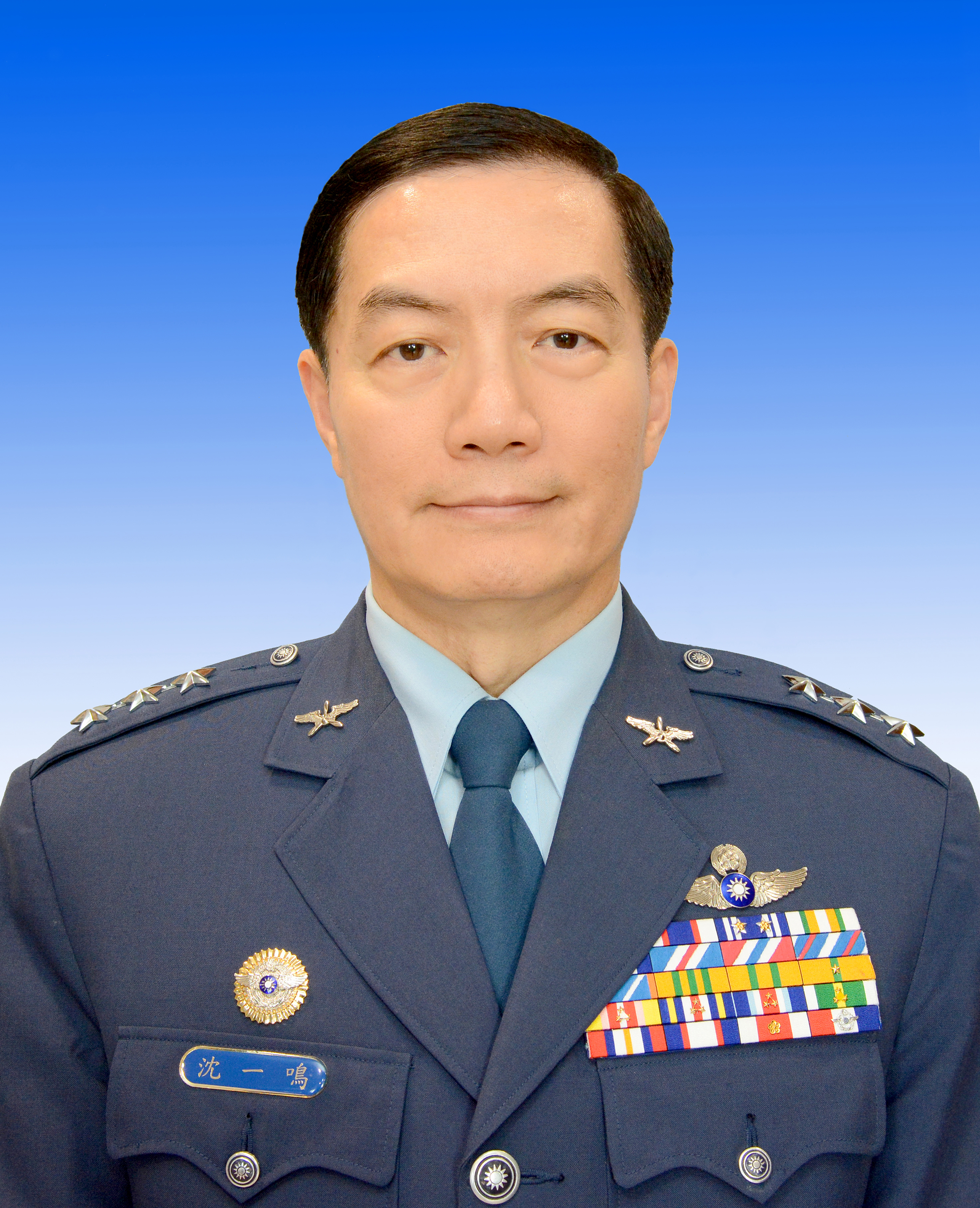
著空軍軍常服的將官（沈一鳴二級上將軍階）
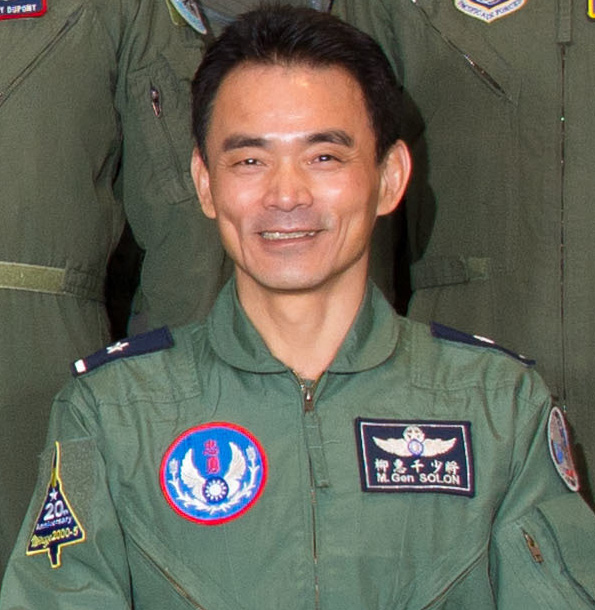
著空軍飛行服的將官（柳惠千少將）
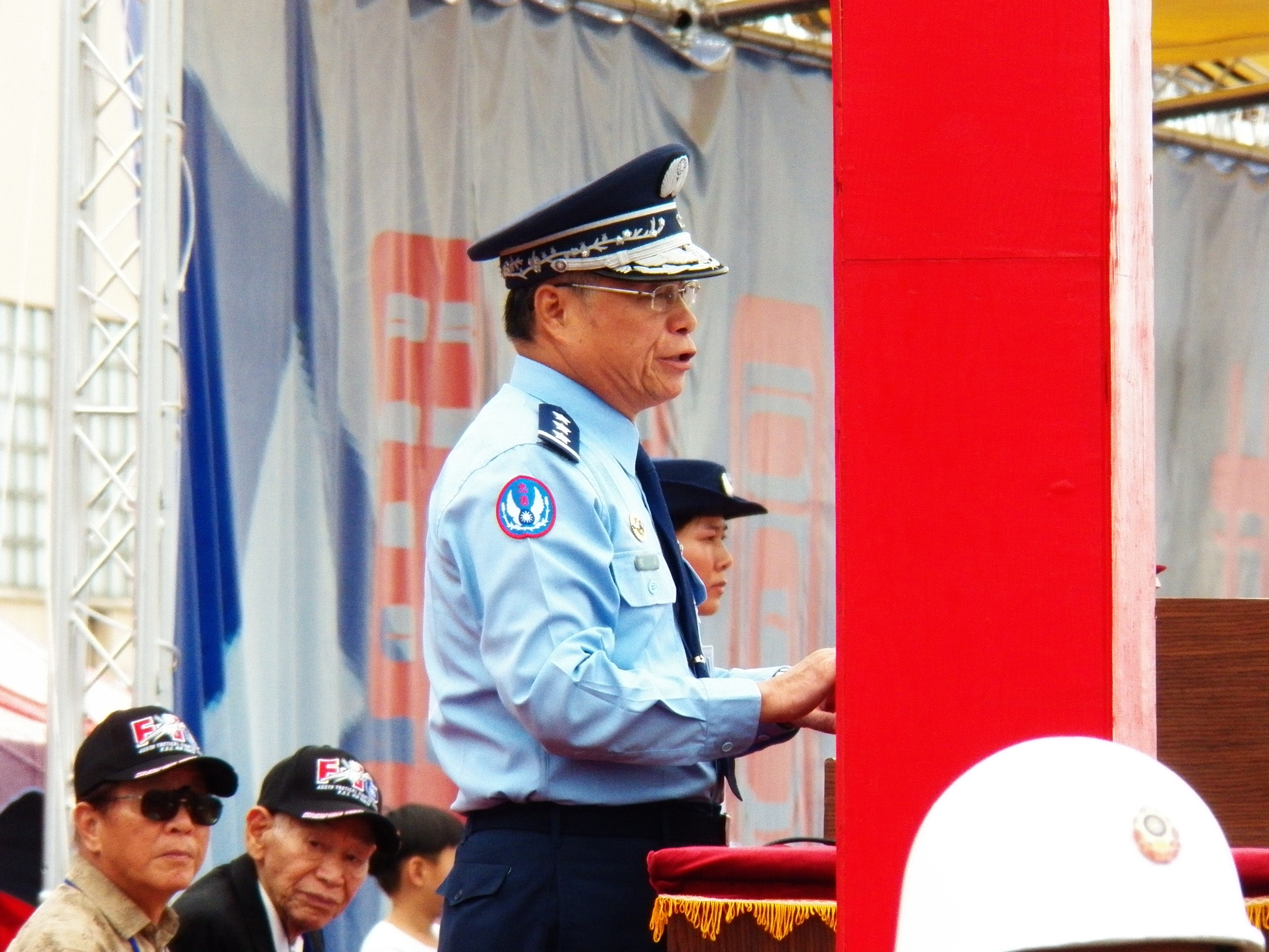
著空軍甲式軍便服的將官（嚴明二級上將）
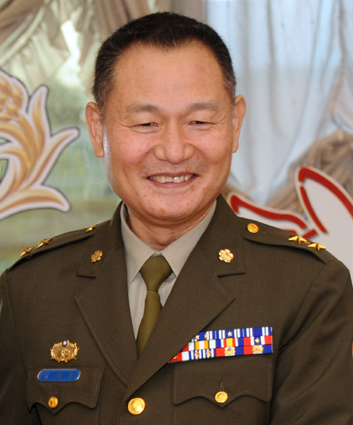
著憲兵甲式軍常服的將官（李翔宙中將）
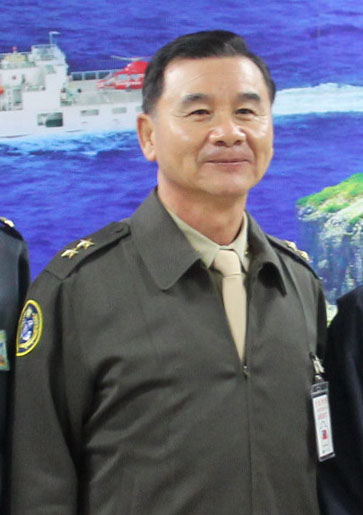
著海軍陸戰隊軍便服的將官（潘進隆中將）
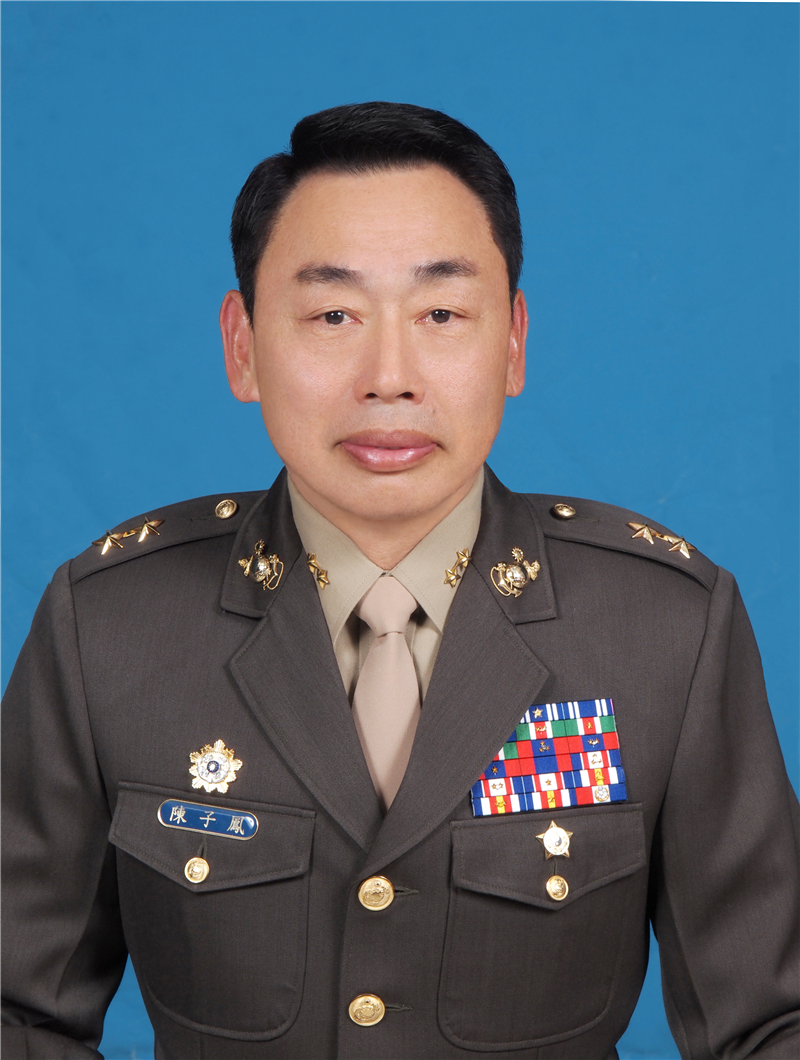
著海軍陸戰隊軍便服的將官（陳子鳳中將）
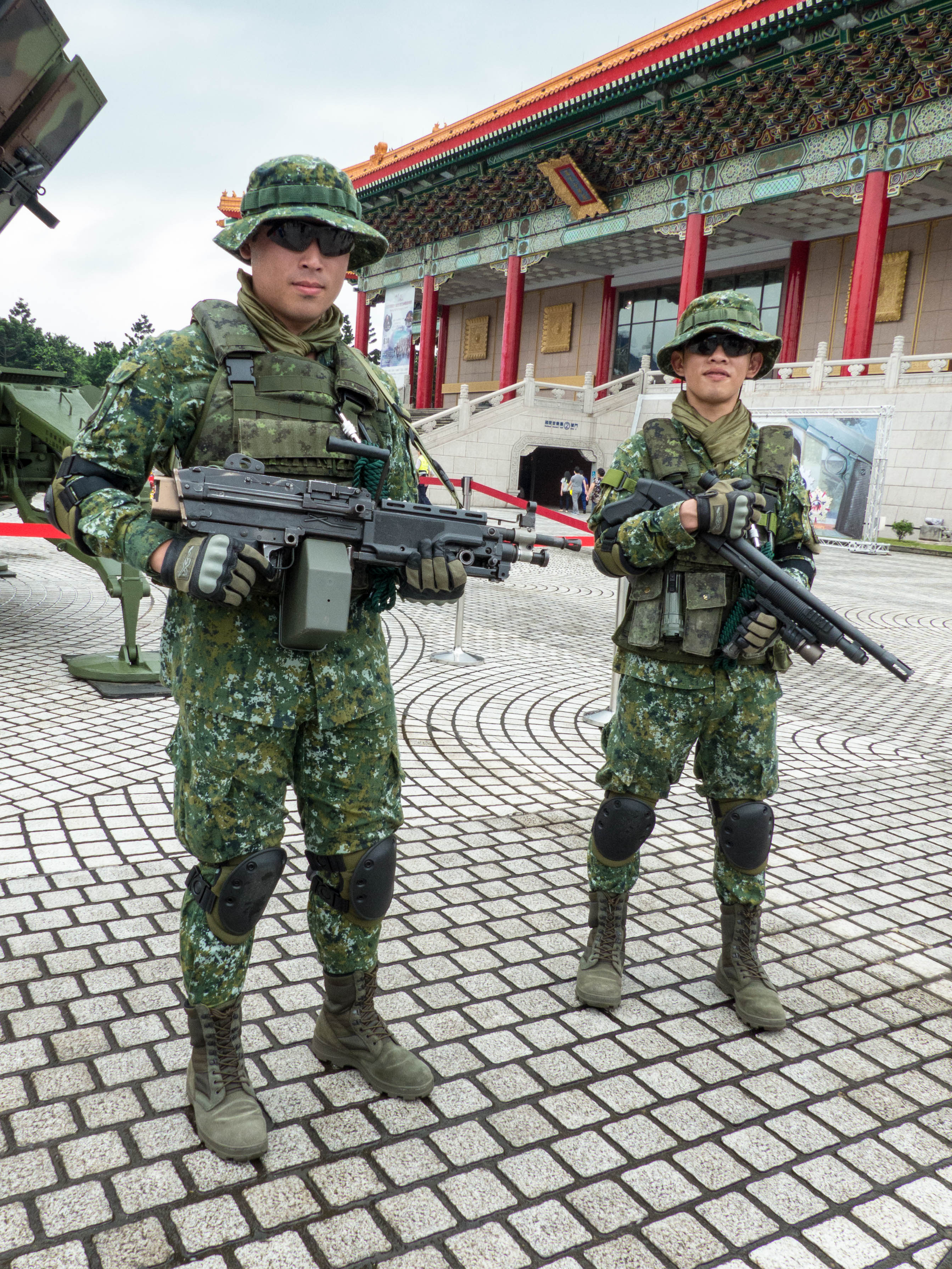
2014年黃埔建軍九十週年紀念大會，陸軍人才募集攤位前兩名著用新式數位迷彩服的士兵
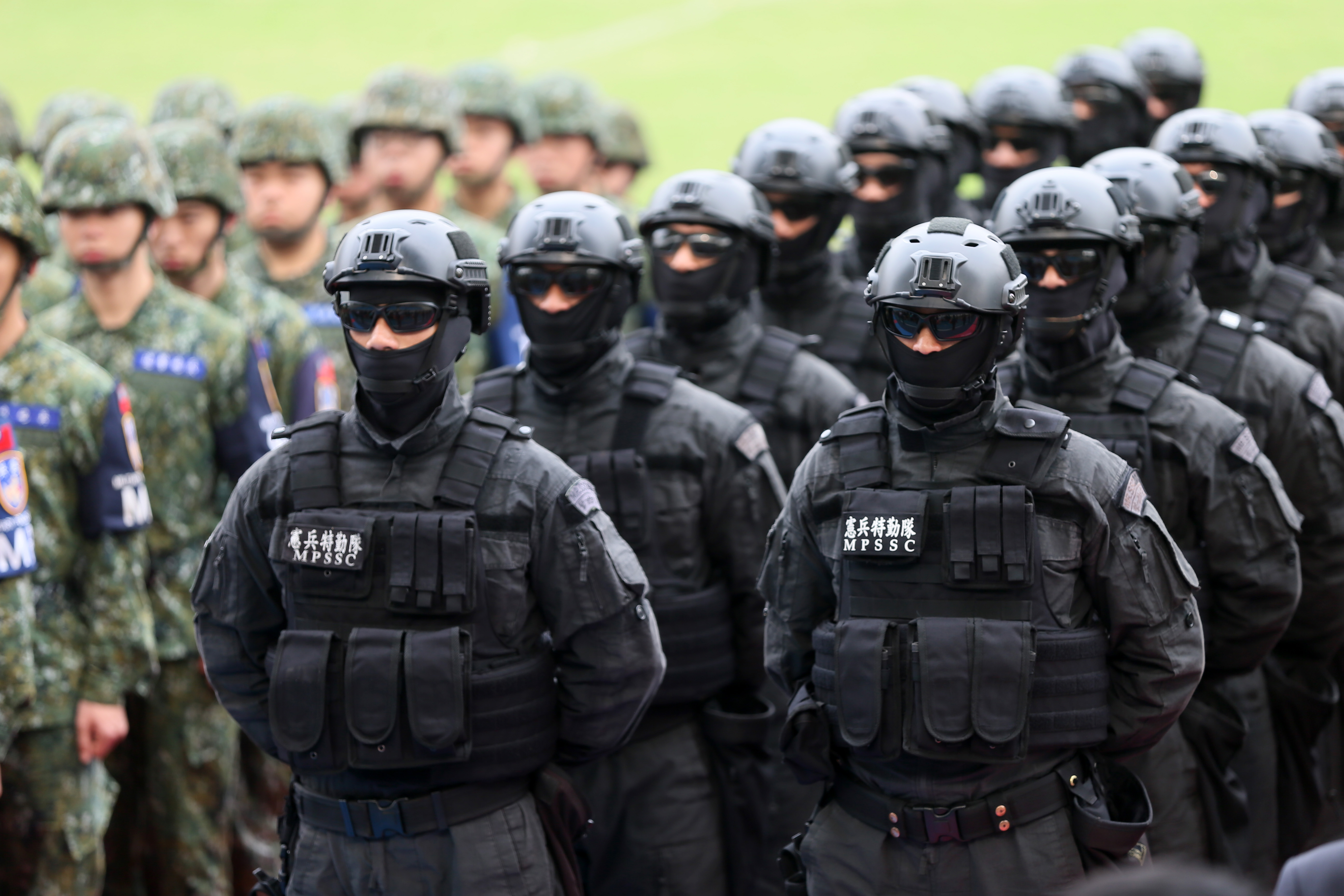
憲兵特勤隊隊員
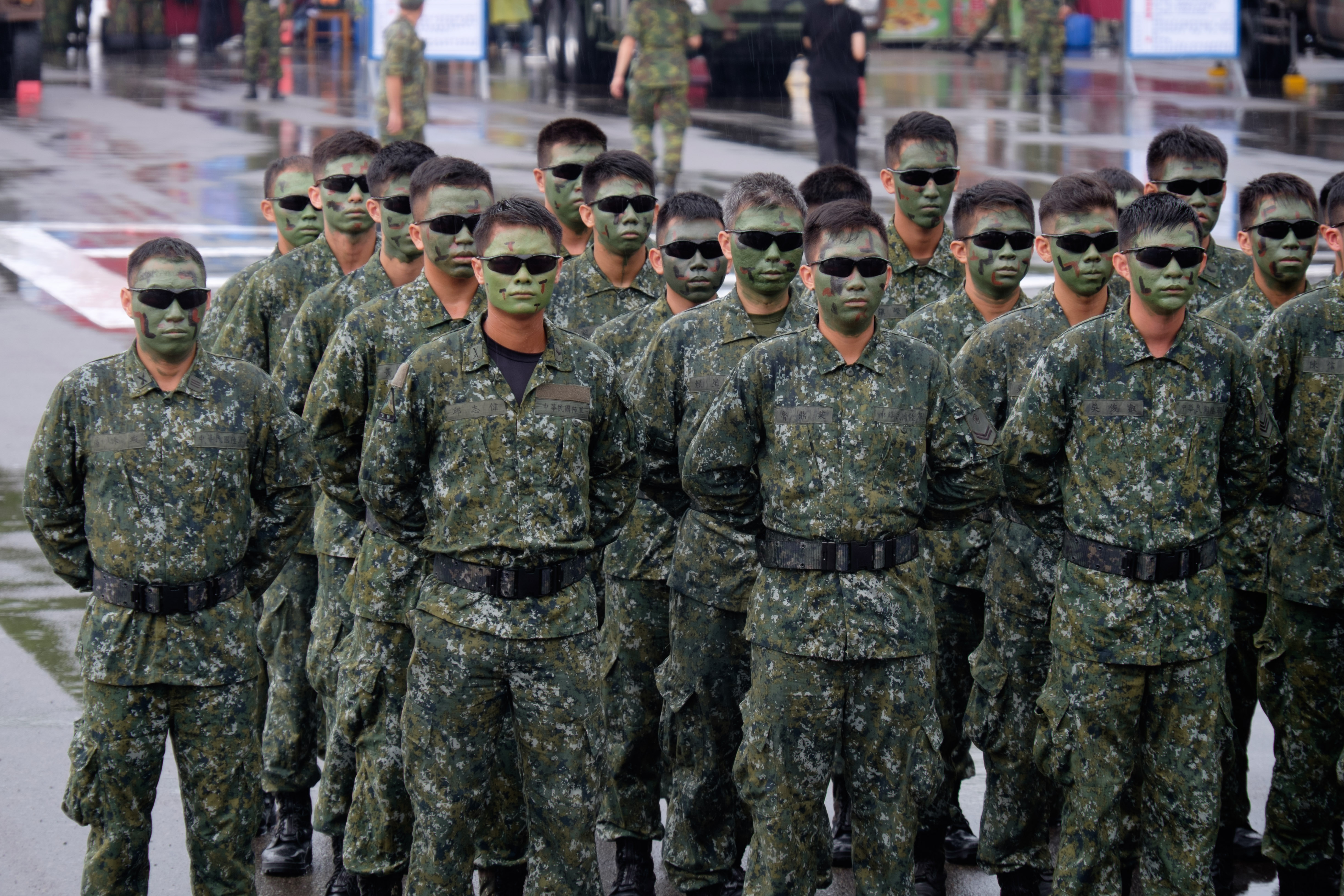
著迷彩服的陸軍官兵
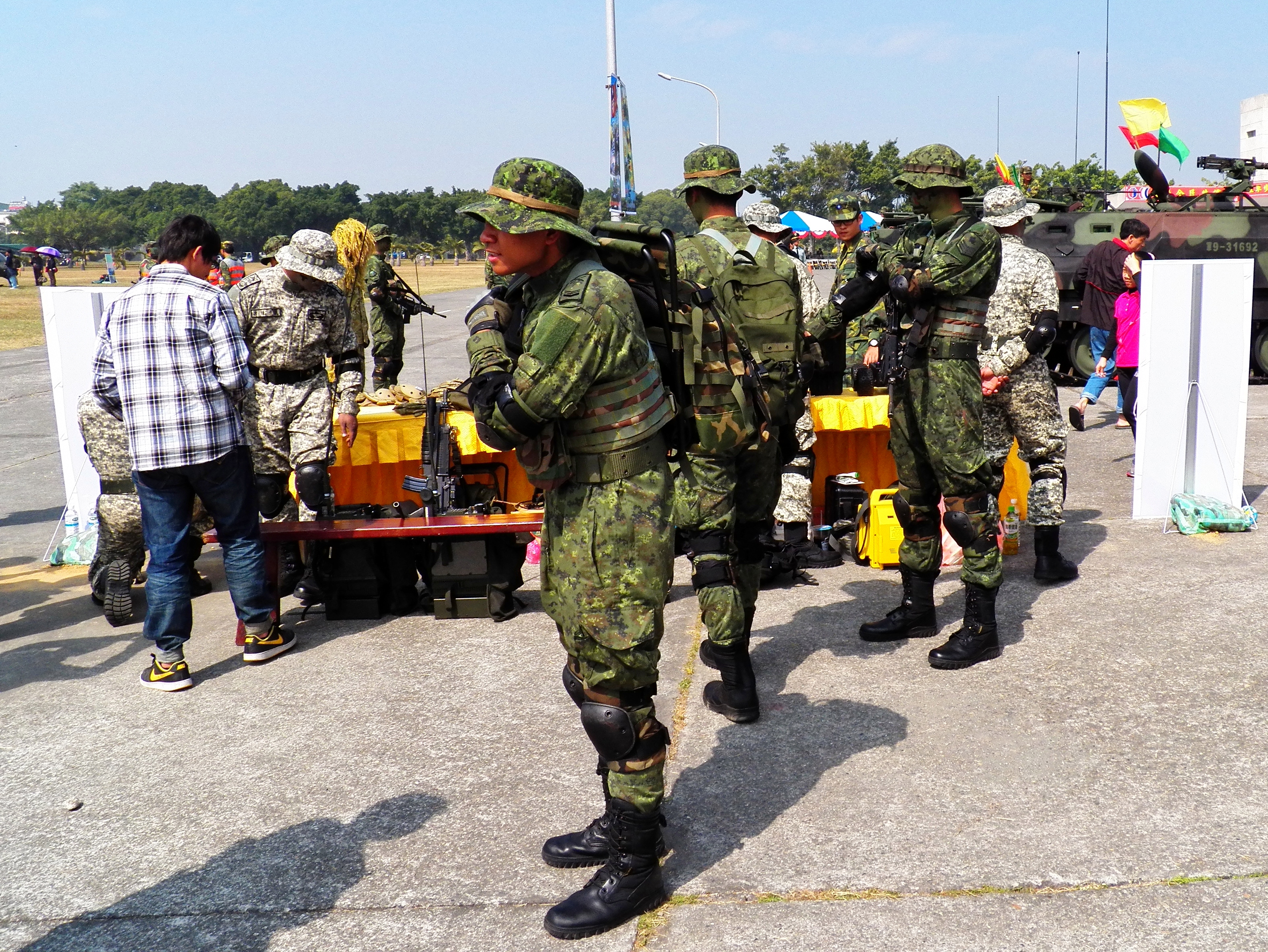
中華民國空降特戰部隊隊員
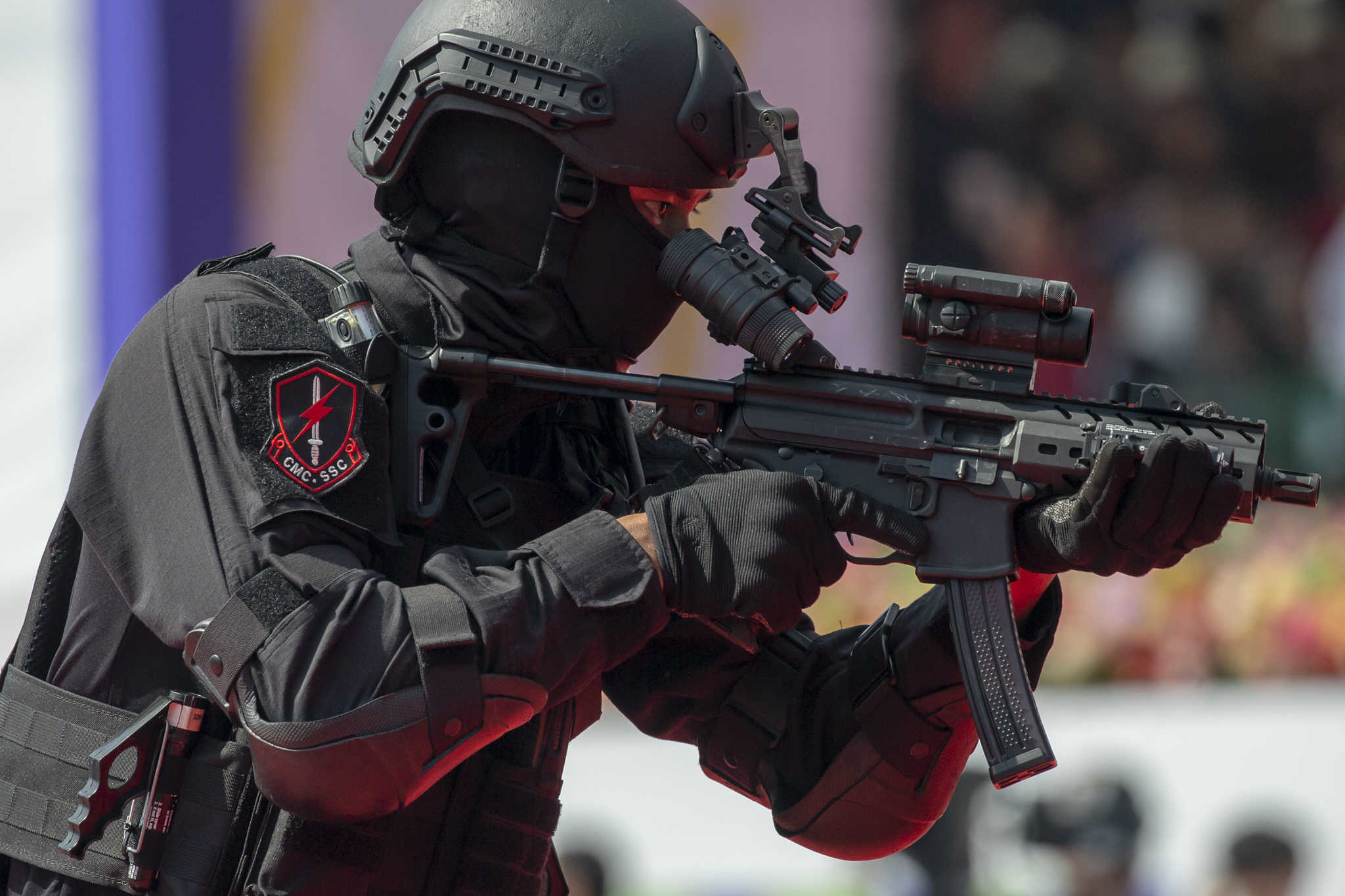
中華民國海軍陸戰隊特勤隊隊員
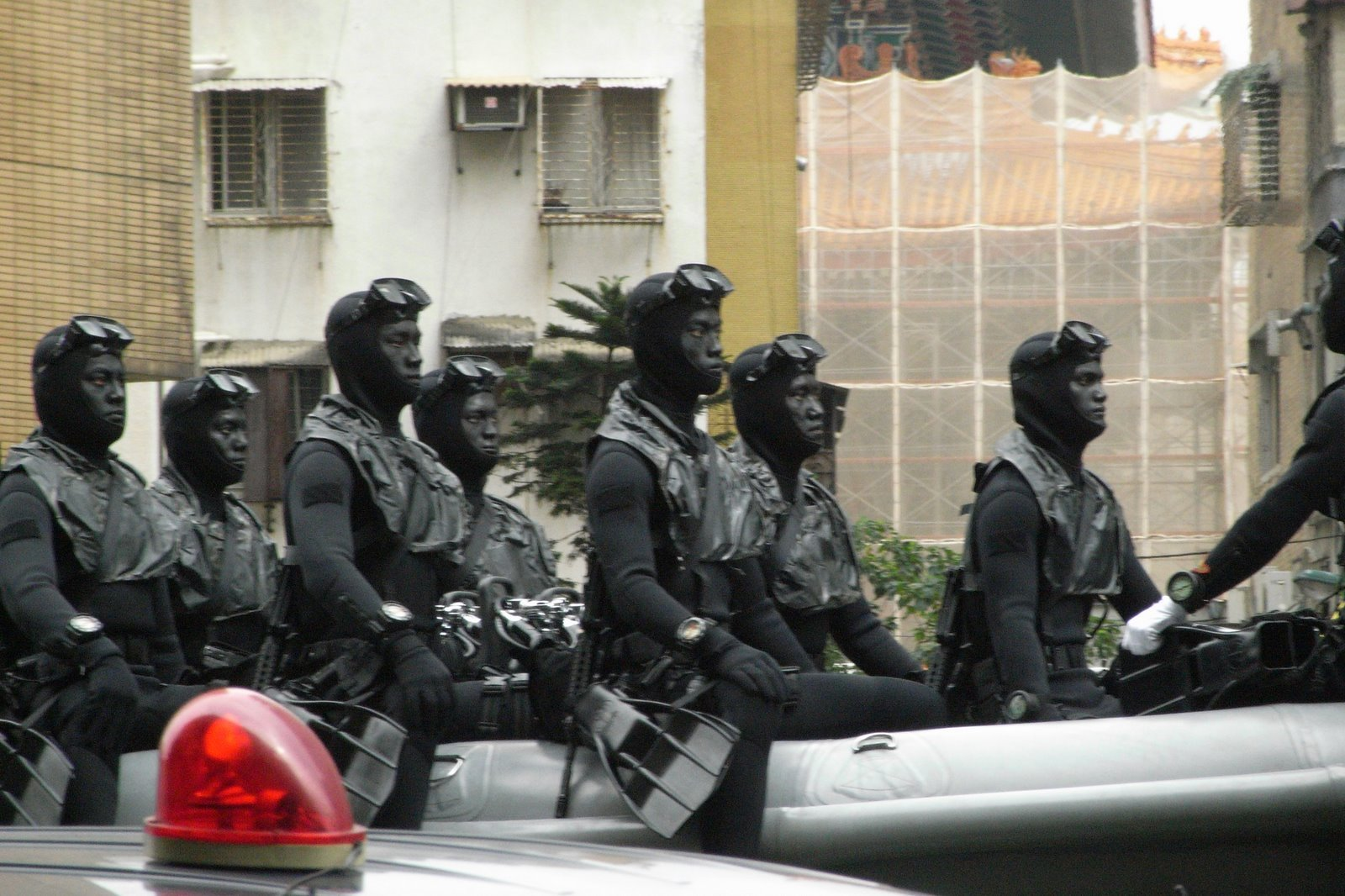
兩棲偵搜大隊爆破中隊隊員
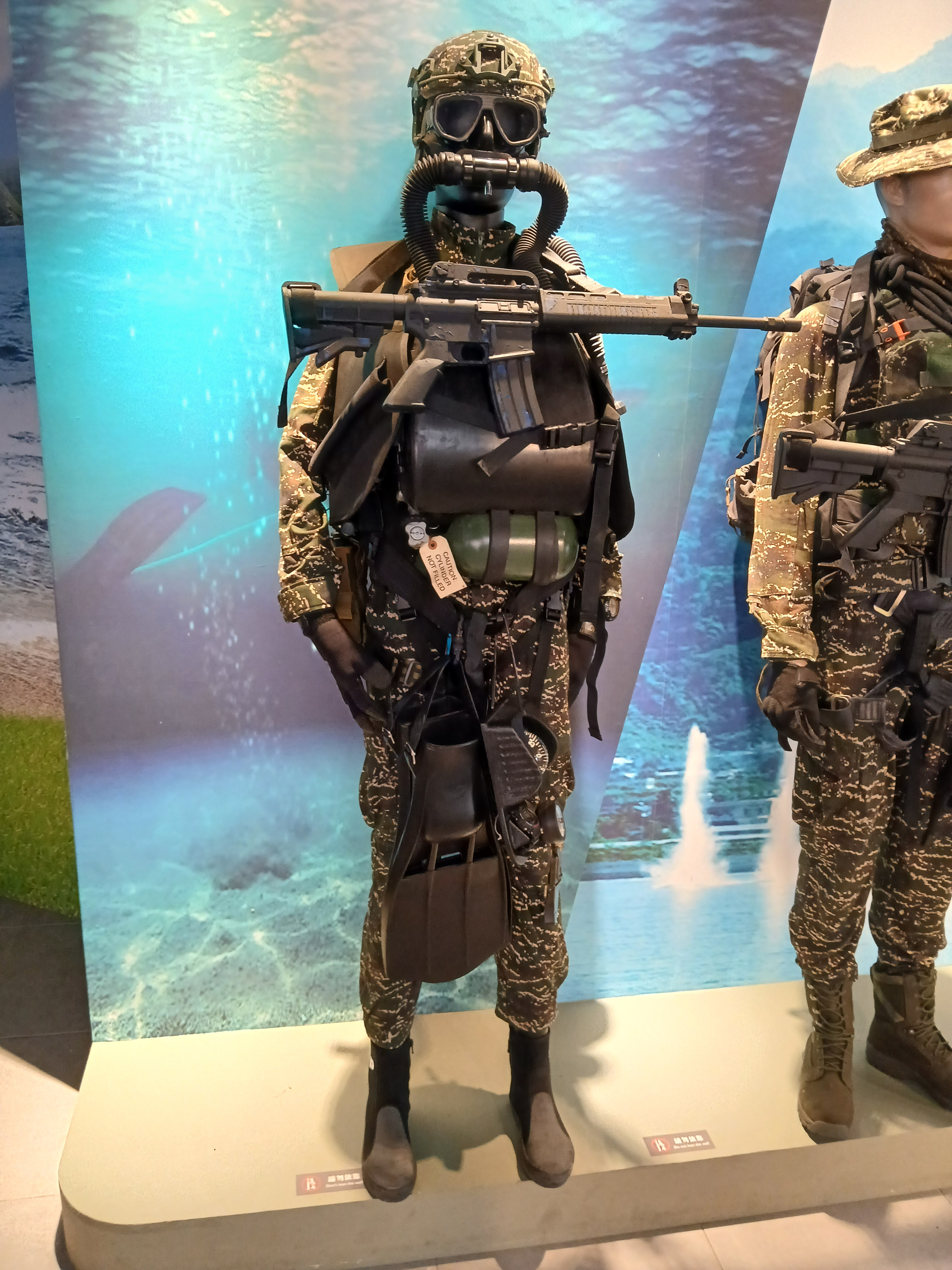
中華民國海軍陸戰隊潛水裝備
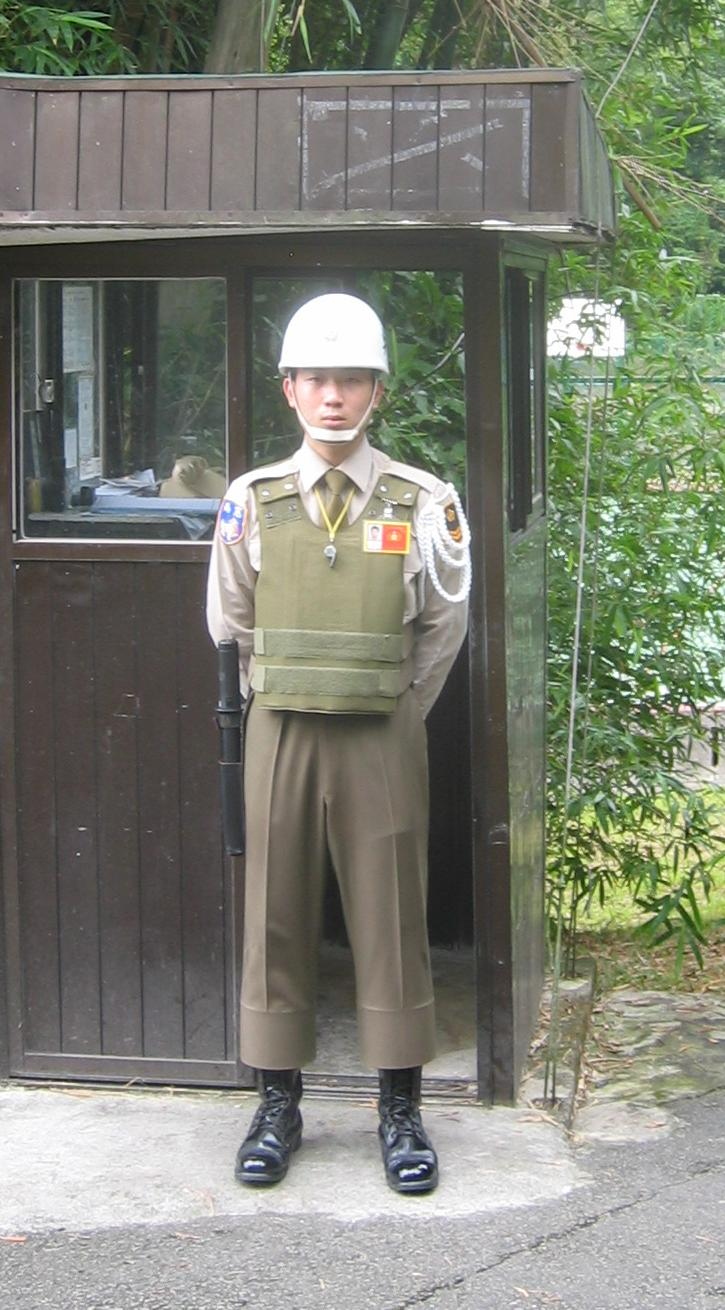
中華民國憲兵著甲種服執勤
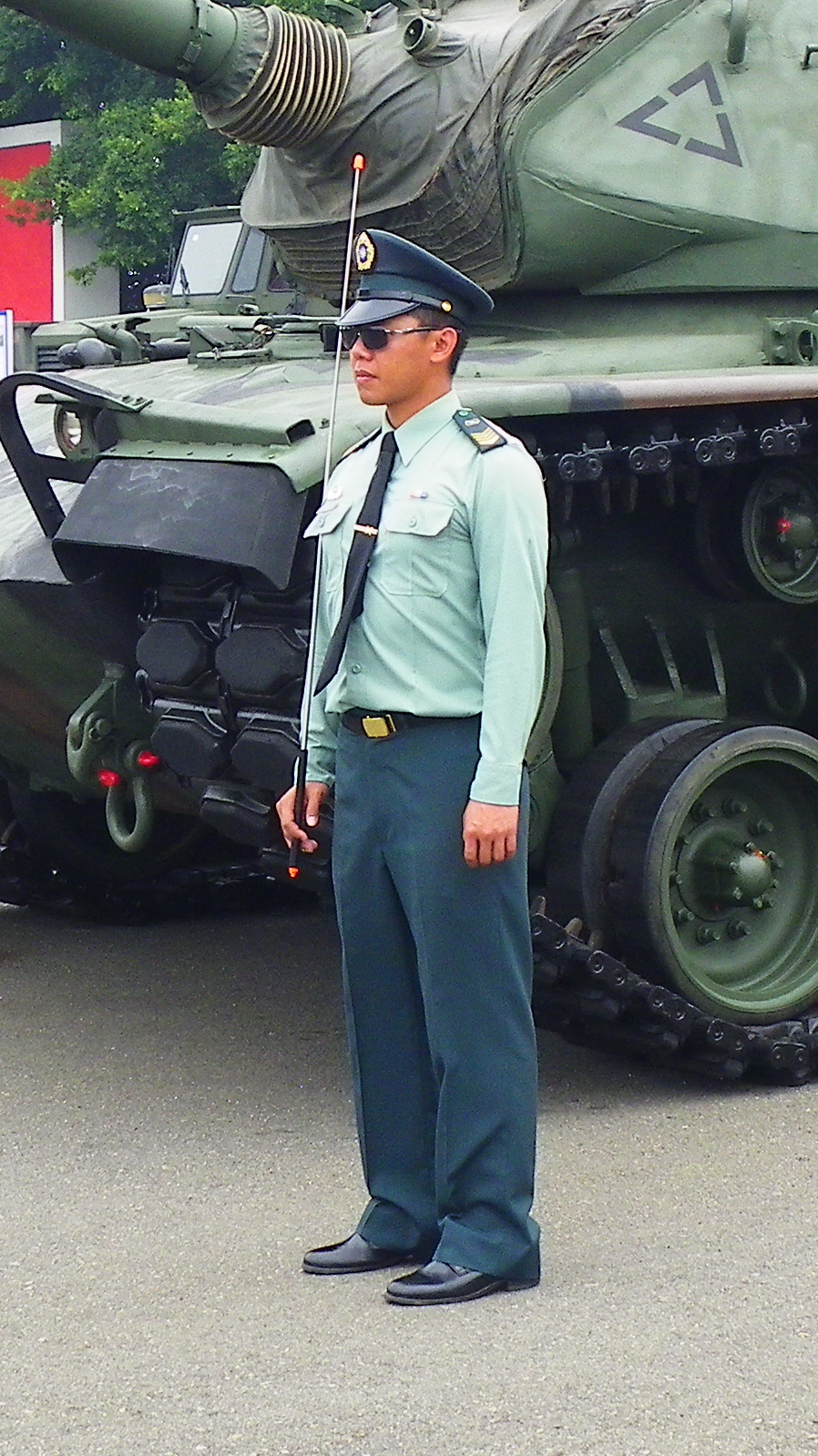
著陸軍甲式軍便服 中華民國陸軍裝甲兵上士
國防部於2016年至2017年試辦為完成基地訓練且合格的志願役官兵軍常服左袖增加榮譽袖帶，最多繡上四條袖帶。但最終並未正式實行。

| 物品         | 說明 |
| ------------ | --- |
| 襯衣         | 淺茶綠色（陸軍）、淺橄欖色（憲兵） |
| 常服外套     | 茶綠色（陸軍）、橄欖色（憲兵） |
| 褲子         | 茶綠色（陸軍）、橄欖色（憲兵） |
| 大盤帽       | 帽體為茶綠色、帽簷為黑色（陸軍）；帽體為橄欖色、帽簷為棕色（憲兵），兩者帽徽皆為青天白日國徽，有嘉禾與梅花包圍，其餘帽飾依據不同官階有所不同。                 |
| 簷帽（女性） | 茶綠色（陸軍）、橄欖色（憲兵），帽徽及帽飾皆與大盤帽相同。 |
| 船形帽       | 茶綠色（陸軍），帽徽為青天白日國徽，有嘉禾及梅花包圍；橄欖色（憲兵），帽徽為青天白日國徽，四周以荷花花瓣包圍。                                                 |
| 便帽         | 茶綠色（陸軍），帽徽為青天白日國徽並有嘉禾包圍；橄欖色（憲兵），帽徽為青天白日國徽，四周以荷花花瓣包圍，兩者帽徽下方有官階。                                   |
| 領章         | 除士兵外，士官至上校均為兵科領章、將官均為梅花圖案；憲兵軍官及士官大多都配戴憲兵兵科領章，但少數因受專長訓練而配備不同兵科，如化學、財務、經理、行政、政戰等。 |
| 階級肩章     | 依據不同官階搭配，憲兵軍官及士官大多都配戴憲兵兵科肩章，但少數因受專長訓練而配備不同兵科，如化學、財務、經理、行政、政戰等。                                   |
| 臂章         | 陸軍不同單位有不同圖案，憲兵之象徵物為獬豸，為國軍唯一擁有象徵物之兵科，憲兵軍服右臂都佩有獬豸臂章。憲兵學校臂章為「誠實」二字及校徽。                         |
| 階級臂章     | 常服分為草綠色（陸軍）、黑色（憲兵），邊框、階級與梅花皆為金色。 迷彩服則為共通。                                                                              |

陸軍與憲兵大盤帽帽徽（憲兵帽徽底色為橄欖色）

陸軍與憲兵一等士官長、中校以上高級軍官之帽飾（憲兵帽簷底色為棕色）
| 物品         | 說明                                                                               |
| ------------ | ---------------------------------------------------------------------------------- |
| 襯衣         | 天藍色                                                                             |
| 常服外套     | 深藍色                                                                             |
| 褲子         | 深藍色                                                                             |
| 大盤帽       | 顏色為深藍色，帽徽為青天白日國徽並有一對翅膀包圍，其餘帽飾依據不同官階配有不同花樣 |
| 簷帽（女性） | 顏色為深藍色，帽徽為青天白日國徽並有一對翅膀包圍，其餘帽飾依據不同官階配有不同花樣 |
| 船形帽       | 顏色為深藍色，帽徽為青天白日國徽並有一對翅膀包圍，                                 |
| 便帽         | 顏色為深藍色，帽徽為青天白日國徽並有一對翅膀包圍，並在帽徽下方有官階圖案           |
| 領章         | 除士兵外，一律使用螺旋槳與翅膀結合的徽章                                           |
| 臂章         | 由不同單位有不同圖案                                                               |
| 階級肩章     | 依據不同官階搭配。                                                                 |

空軍大盤帽帽徽

空軍一等士官長、中校以上高級軍官之帽飾
| 物品         | 說明 |
| ------------ | --- |
| 襯衣         | 白色（海軍與陸戰隊均有）、米黃色（海軍）、墨綠色（陸戰隊）                                                                                                   |
| 常服外套     | 白色（海軍與陸戰隊均有）、米黃色（海軍）、黑色（海軍）、墨綠色（陸戰隊）                                                                                     |
| 褲子         | 白色（海軍與陸戰隊均有）、米黃色（海軍）、黑色（海軍）、墨綠色（陸戰隊）                                                                                     |
| 大盤帽       | 白色（海軍與陸戰隊均有）與米黃色（海軍）、墨綠色（陸戰隊），帽徽為青天白日國徽並有一格船錨（陸戰隊是船錨、球形結合）與嘉禾，其餘帽飾依據不同官階配有不同花樣 |
| 簷帽（女性） | 白色（海軍與陸戰隊均有）與米黃色（海軍），帽徽為青天白日國徽並有一對翅膀包圍，其餘帽飾依據不同官階配有不同花樣                                               |
| 船型帽       | 米黃色（海軍） 、黑色（海軍）、墨綠色（陸戰隊） |
| 便帽         | 黑色（海軍）、墨綠色（陸戰隊），帽徽為青天白日國徽並有一格船錨（陸戰隊是船錨、球形結合）與嘉禾，並在帽徽下方有階級圖樣                                       |
| 臂章         | 由不同單位有不同圖案 |
| 階級肩章     | 依據不同官階搭配。 |

| 物品   | 說明                                                         |
| ------ | ------------------------------------------------------------ |
| 襯衣   | 黑色、白色、藍色                                             |
| 褲子   | 黑色、白色、藍色                                             |
| 大盤帽 | 無簷大盤帽，繡有"中華民國海軍"字樣，搭配軍常服（水手服）用。 |
| 水兵帽 | 白色水兵帽，搭配軍便服（藍工服）用。                         |
| 臂章   | 由不同單位有不同圖案、及階級臂章                             |

海軍軍官、士官長大盤帽帽徽（上士大盤帽的帽徽為藍邊橢圓形無嘉禾）

海軍一等士官長、中校以上高級軍官之帽飾

海軍陸戰隊軍官大盤帽帽徽(士官大盤帽的嘉禾則為銀色，士兵大盤帽的帽徽為金邊橢圓形無嘉禾)

海軍陸戰隊一等士官長、中校以上高級軍官之帽飾

## 外部連結
- 國軍歷史博物館 （页面存档备份，存于）
- 中國軍艦博物館 （页面存档备份，存于）